# ひたちなか海浜鉄道湊線
湊線（みなとせん）は、茨城県ひたちなか市の勝田駅から旧那珂湊市街を経由して阿字ヶ浦駅とを結ぶ、ひたちなか海浜鉄道の鉄道路線である。
本記事では、かつてこの路線を運営していた湊鉄道（茨城交通旧法人に合併）についても述べる。

## 概要
全駅がひたちなか市内にある。勝田駅から那珂湊駅までは那珂川北岸から少し離れた所を通り、那珂湊駅から阿字ヶ浦駅までは海岸沿いを通る。
1990年度までは海水浴シーズンに東日本旅客鉄道（JR東日本）常磐線上野駅から臨時急行「あじがうら」が阿字ヶ浦駅まで乗り入れていた。
2008年3月31日までは茨城交通の路線であった。2005年12月に、茨城交通は地元ひたちなか市に対して、赤字で経営状況が厳しいため2008年3月で廃線にする意向を示し、ひたちなか市は、財政支援も視野に存続を目指すと、2006年9月に報道がなされた。茨城交通は支援を受ければ赤字の解消や老朽化した施設の改善が可能として、2007年3月31日に廃止届の提出を当面見合わせると発表した。設備更新には国の鉄道軌道近代化設備整備補助制度を利用し、その事業者負担分も市が負担する方針が示され、茨城交通の鉄道部門を別会社に分離することになった。当初市は茨城交通100%出資の子会社の設立を求めていたが、過半数の株式を保有することで連結子会社となると不採算部門から撤退することにならず茨城交通が難色を示したため、運営会社は第三セクター会社として市も出資して経営に参画することになり、同年9月27日に最終合意した。
2008年4月1日、湊線は、その運営会社として設立されたひたちなか海浜鉄道に移管された。地元の支援も手厚く、2008年度はひたちなか市が湊鉄道線存続支援事業として199,521千円（内訳：出資金90,000 千円 貸付金40,000 千円 鉄道近代化等補助金57,218 千円 基金積立金11,000 千円）を支出している。移管後は列車増発や最終列車の繰り下げ、新駅の設置、割安な年間通学定期券の発売といった利便性向上策に取り組み、東北地方太平洋沖地震（東日本大震災）の影響により路線が被災し全線不通となった2011年（平成23年）度を除き、三セク移行後輸送実績は徐々に回復し、2017年（平成29年）度には1997年（平成9年）度以来20年ぶりとなる利用者100万人台に到達した。

### 路線データ
- 管轄（事業種別）：ひたちなか海浜鉄道（第一種鉄道事業者）
- 路線距離（営業キロ）：14.3 km
- 軌間：1,067 mm
- 駅数：11駅（起終点駅含む）
- 複線区間：なし（全線単線）
- 電化区間：なし（全線非電化）
- 閉塞方式：自動閉塞式
- 最高速度：60 km/h[1]
- 車両基地所在駅：那珂湊駅
- IC乗車カード対応区間：なし

## 歴史
- 1904年（明治37年）3月4日 - 武平鉄道に対して仮免許状下付（武田-平磯間）[11]。
- 1907年（明治40年）11月18日 - 湊鉄道に改め[12]会社設立[13][14]（創始者 大谷新介）。
- 1908年（明治41年）3月11日 - 免許状下付（那珂郡勝田村大字武田-同郡湊町間）[15]。
- 1911年（明治44年）2月16日 - 軽便鉄道指定[16]
- 1913年（大正2年）12月25日 - 勝田駅 - 那珂湊駅間が開業[17]。
- 1922年（大正11年）12月22日 - 鉄道免許状下付（湊町-平磯町間）[18]。
- 1924年（大正13年）9月3日 - 那珂湊駅 - 磯崎駅間が延伸開業[19]。
- 1928年（昭和3年）
  - 5月10日 - 鉄道免許状下付（那珂郡平磯町-同郡前渡村間）[20]。
  - 7月17日 - 磯崎駅 - 阿字ヶ浦駅間が延伸開業[21]、金上駅・殿山駅開業。
- 1931年（昭和6年）7月16日 - 中根駅開業。
- 1936年（昭和11年）7月25日 - 瓦斯倫動力併用実施[14]。
- 1944年（昭和19年）8月1日 - 湊鉄道が県内交通統合で、水浜電車、茨城鉄道などと合併し、茨城交通発足[22]。同社の湊線となる。
- 1962年（昭和37年）4月1日 - 日立工機従業員専用駅として日工前駅が開業。
- 1963年（昭和38年）6月20日 - 国鉄水戸駅までの直通運転廃止。
- 1984年（昭和59年）
  - 2月1日 - 車扱貨物全面廃止[23]
  - 6月1日 - 手小荷物取扱廃止[23]
- 1986年（昭和61年）1月 - 自動列車停止装置（ATS）を導入[24]。
- 1987年（昭和62年）4月1日 - 国鉄分割民営化により、勝田駅の委託業務先をJR東日本に変更。
- 1998年（平成10年）12月8日 - 日工前駅の一般旅客営業開始[25]。
- 2005年（平成17年）12月 - 地元ひたちなか市に対して、茨城交通が2008年（平成20年）3月で廃線にする意向を示す。
- 2007年（平成19年）9月27日 - 茨城県知事、ひたちなか市長、茨城交通社長が県庁内で会談し、市と同社が出資する第三セクター方式の別会社を設立して同線を存続することで最終合意。
- 2008年（平成20年）4月1日 - 同日に茨城交通から新設分割により発足したひたちなか海浜鉄道に移管。
- 2011年（平成23年）
  - 3月11日 - 東北地方太平洋沖地震（東日本大震災）の影響により路線が被災し、全線で不通となる。同月19日から茨城交通バスによる列車代行バスが運行される。
  - 6月25日 - 中根駅 - 那珂湊駅間が運行再開。
  - 7月3日 - 勝田駅 - 中根駅間、那珂湊駅 - 平磯駅間が運行再開。
  - 7月23日 - 平磯駅 - 阿字ヶ浦駅間が運行再開し、全線復旧。
- 2013年（平成25年）12月15日 - 開業100周年を迎え、記念イベント開催。
- 2014年（平成26年）10月1日 - 中根駅 - 那珂湊駅間に高田の鉄橋駅が開業[26][27][28]。
- 2019年（令和元年）10月1日 - 日工前駅を工機前駅に改称[29]。
- 2020年（令和2年）8月11日 - 阿字ヶ浦駅 - 国営ひたち海浜公園西口付近間の延伸事業について、国土交通省に事業許可申請を提出[30][31]。
- 2021年（令和3年）
  - 1月15日 - 阿字ヶ浦駅 - 国営ひたち海浜公園西口付近間の延伸事業について、国土交通省が認可[32][30][33]。
  - 3月13日 - 平磯駅 - 磯崎駅間に美乃浜学園駅が開業[34]。

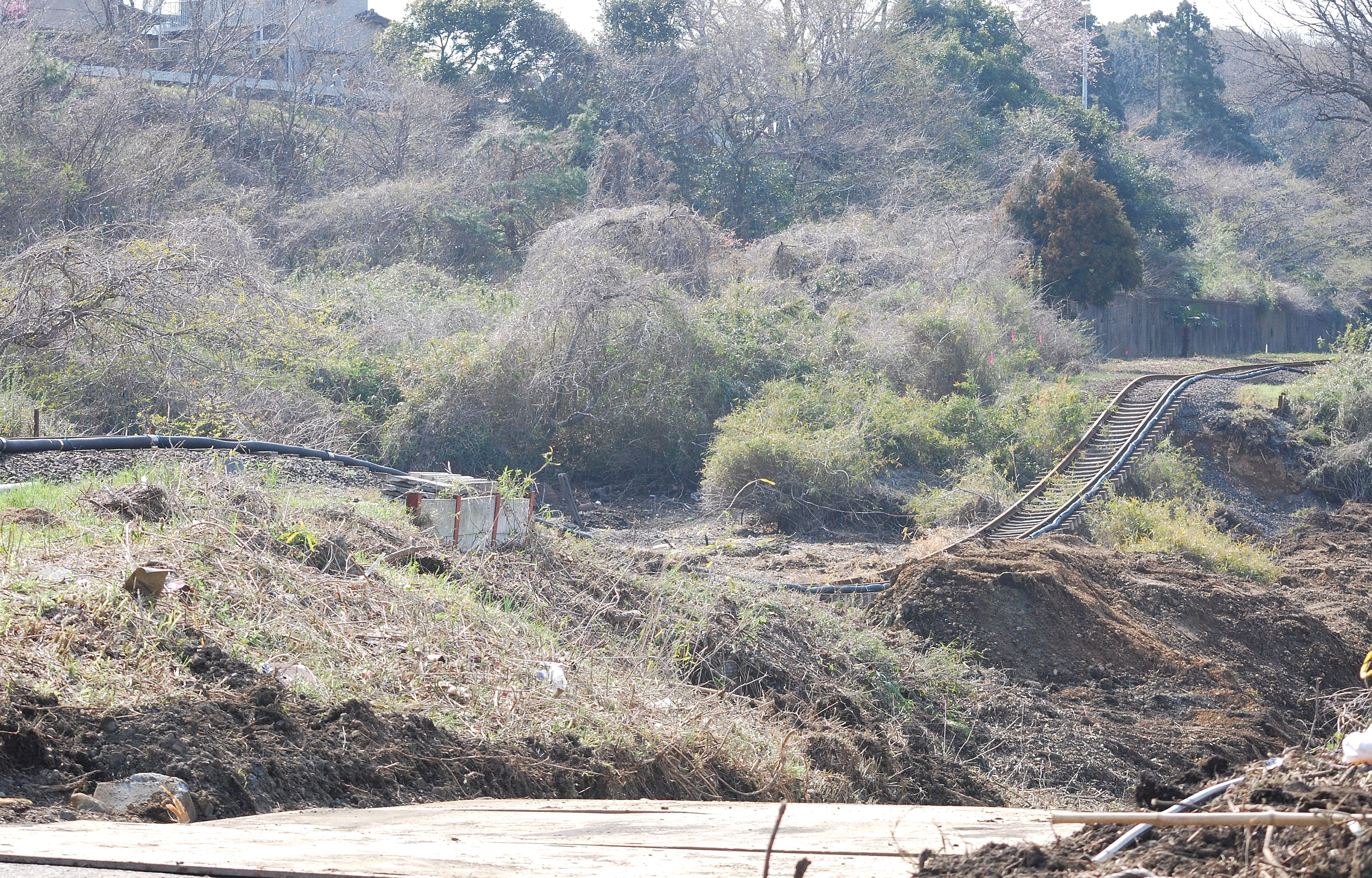
東日本大震災で破壊された道床（金上駅 - 中根駅間）
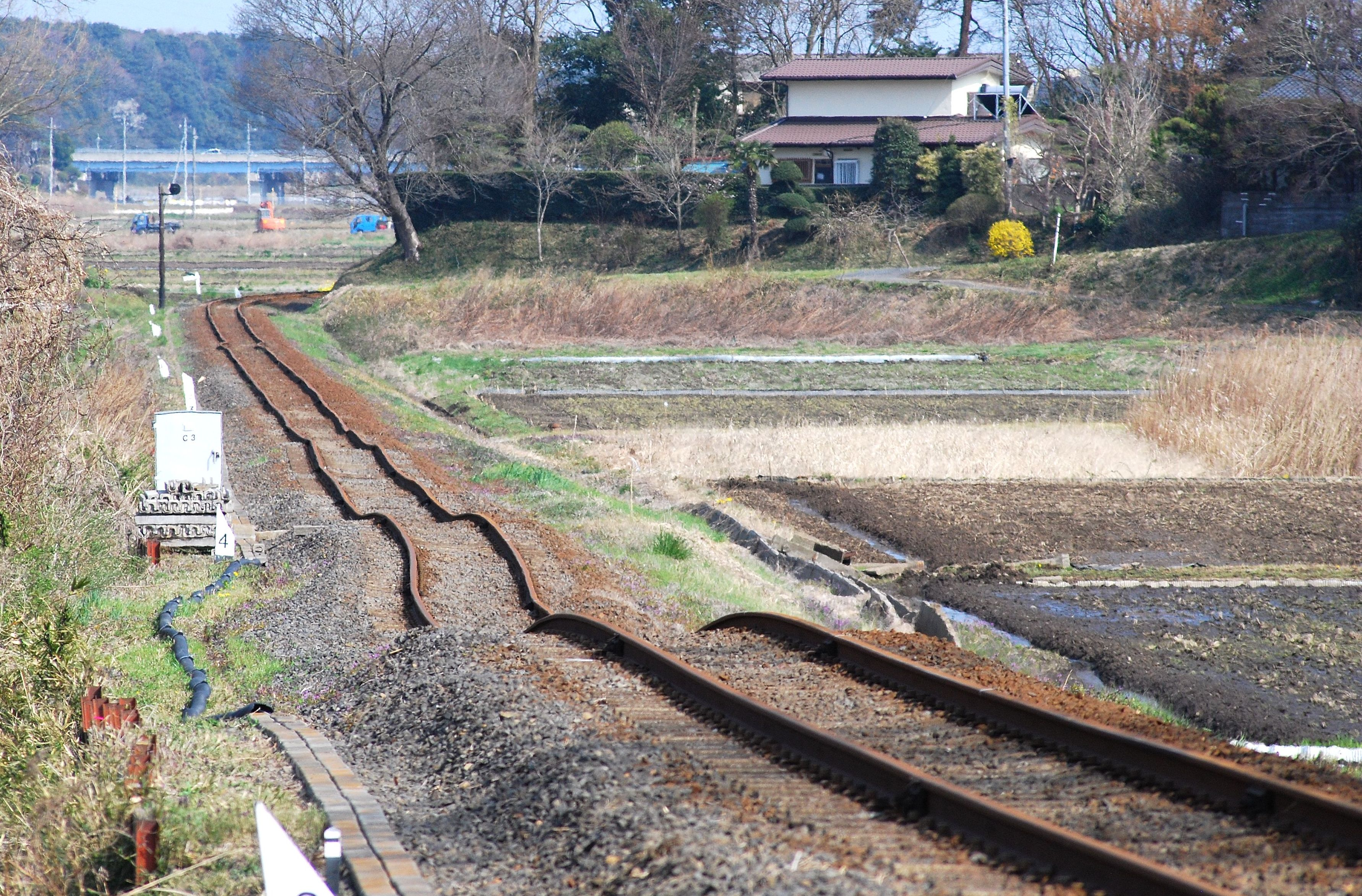
東日本大震災によるレールの歪み（金上駅 - 中根駅間）
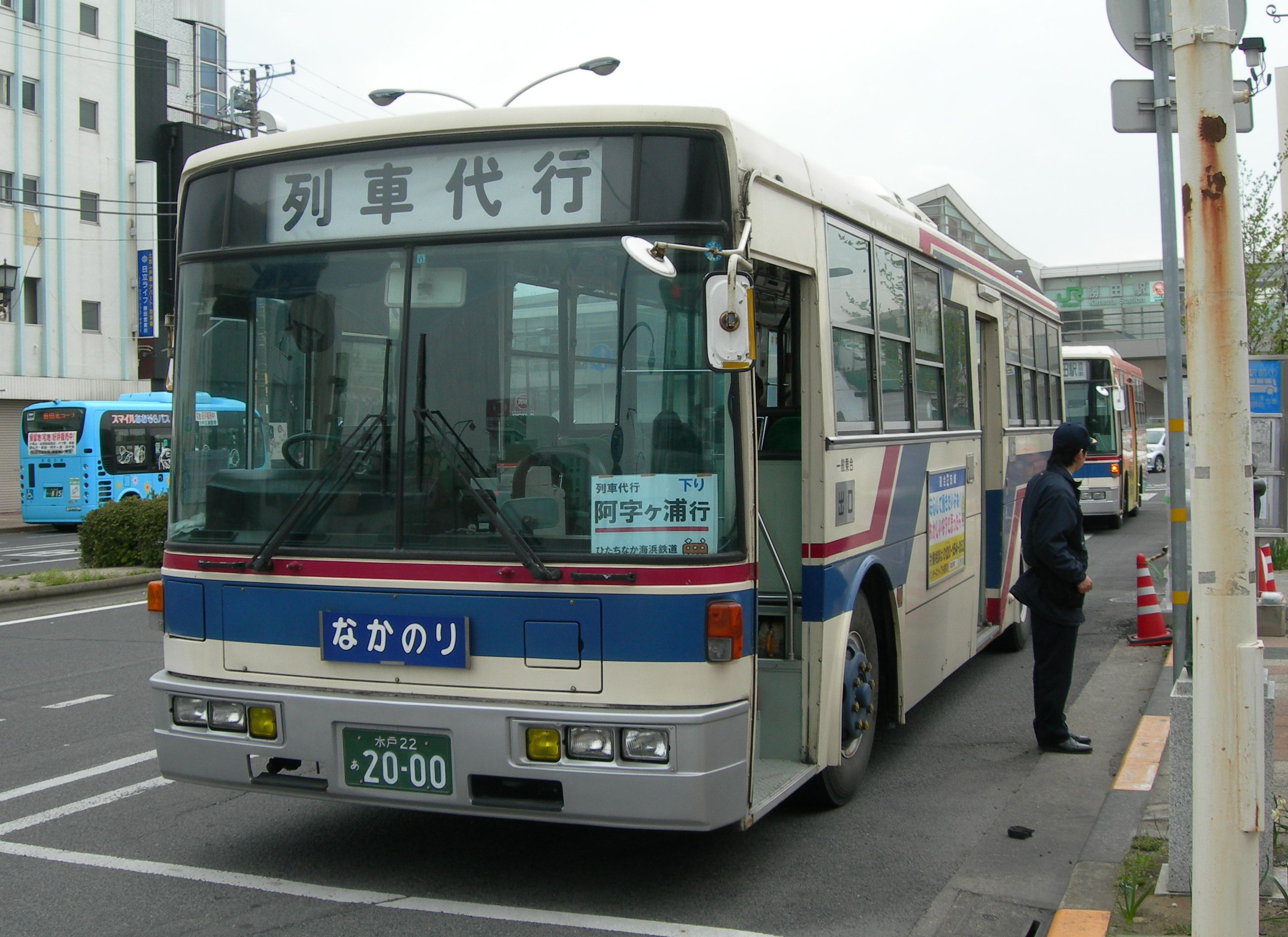
列車代行バス

## 運行形態
全列車が各駅停車で、日中は勝田駅 - 阿字ヶ浦駅間の列車がおよそ30 - 40分間隔で運転されている。
ほかに、勝田駅 - 那珂湊駅間の区間運転列車が平日朝夕と土休日早朝の上り始発に設定されている。また、朝5時台の下り始発と、23時台の上り2本（最終含む）は那珂湊駅 - 阿字ヶ浦駅間の運行である。
平日の阿字ヶ浦駅の始発は4時台と早い。同駅での夜間滞泊は行わないため、平日朝4時台には那珂湊発阿字ヶ浦行きの回送列車が運行されている。列車交換は原則那珂湊駅のみだが、2010年9月1日のダイヤ改正で増発された勝田駅 - 那珂湊駅間の区間列車との交換は金上駅で行われる。
2010年4月6日より全列車がワンマン運転となった。運賃は、勝田駅（早朝・夜間を除く）と那珂湊駅では改札口での精算、それ以外は車内精算となる。朝のラッシュ時は2両編成（学校が休みの期間は1両で運行）、それ以外の時間は1両編成となる。多客期などは3両編成で運行されることもある。以前は4両編成もあった。
1963年までは水戸駅までの直通運転もあった。1990年度まで夏季に国鉄・JR東日本常磐線上野駅からの直通運転もあったため、一部の駅のホームは、国鉄・JRからの長大編成の列車が停車できる長さになっている。
2009年3月14日のダイヤ改正以前は、一部の列車が日工前駅（現：工機前駅）を通過していたほか、最終列車が早く、阿字ヶ浦発勝田行きが21時台、折り返しの勝田発阿字ヶ浦行きが22時台で、ほかに22時台に阿字ヶ浦発那珂湊行きの列車が設定されていた。また、2010年3月13日のダイヤ改正以前は始発の1往復が土曜日・休日は運休であった。この改正で全日同一のダイヤとなったが、同年12月4日のダイヤ改正で、土曜日・休日に運転しない列車が再び設定されることとなった。

## 利用状況

### 輸送実績
湊線の輸送実績を下表に記す。表中、最高値を赤色で、最高値を記録した年度以降の最低値を青色で、最高値を記録した年度以前の最低値を緑色で表記している。
| 年度別輸送実績（湊線） | 年度別輸送実績（湊線） | 年度別輸送実績（湊線）     | 年度別輸送実績（湊線）     | 年度別輸送実績（湊線）     | 年度別輸送実績（湊線）     | 年度別輸送実績（湊線）     | 年度別輸送実績（湊線） | 年度別輸送実績（湊線） | 年度別輸送実績（湊線） |
| 運営主体               | 年度                   | 輸送実績（乗車人員）：万人 | 輸送実績（乗車人員）：万人 | 輸送実績（乗車人員）：万人 | 輸送実績（乗車人員）：万人 | 輸送実績（乗車人員）：万人 | 輸送密度 人/日         | 貨物輸送量 万t         | 特記事項               |
| ---------------------- | ---------------------- | -------------------------- | -------------------------- | -------------------------- | -------------------------- | -------------------------- | ---------------------- | ---------------------- | ---------------------- |
| 運営主体               | 年度                   | 通勤定期                   | 通学定期                   | 通勤通学 定期計            | 定期外                     | 合計                       | 輸送密度 人/日         | 貨物輸送量 万t         | 特記事項               |
| 茨城交通               |                        |                            |                            |                            |                            |                            |                        |                        |                        |
| 1952年（昭和27年）     |                        |                            |                            |                            | 192.5                      |                            | 8.4                    |                        |                        |
| 1958年（昭和33年）     |                        |                            |                            |                            | 200.6                      |                            | 7.0                    |                        |                        |
| 1963年（昭和38年）     |                        |                            |                            |                            | 248.3                      |                            | 4.8                    |                        |                        |
| 1966年（昭和41年）     |                        |                            |                            |                            | 255.4                      |                            | 3.5                    |                        |                        |
| 1970年（昭和45年）     |                        |                            |                            |                            | 215.3                      |                            | 2.5                    |                        |                        |
| 1975年（昭和50年）     | 52.5                   | 71.2                       |                            | 72.8                       | 196.5                      | 3,392                      | 1.0                    |                        |                        |
| 1976年（昭和51年）     | 46.6                   | 75.4                       |                            | 71.2                       | 193.2                      | 3,325                      | 1.0                    |                        |                        |
| 1977年（昭和52年）     | 44.1                   | 71.4                       |                            | 69.1                       | 184.7                      | 3,108                      | 0.9                    |                        |                        |
| 1978年（昭和53年）     | 40.9                   | 69.3                       |                            | 66.1                       | 176.4                      | 2,980                      | 0.9                    |                        |                        |
| 1979年（昭和54年）     | 37.5                   | 62.3                       |                            | 60.5                       | 160.4                      | 2,691                      | 0.9                    |                        |                        |
| 1980年（昭和55年）     | 36.9                   | 59.2                       |                            | 54.6                       | 150.8                      | 2,510                      | 0.8                    |                        |                        |
| 1981年（昭和56年）     | 36.5                   | 60.1                       |                            | 58.1                       | 154.8                      | 2,589                      | 0.8                    |                        |                        |
| 1982年（昭和57年）     | 33.5                   | 60.3                       |                            | 56.0                       | 149.8                      | 2,481                      | 0.8                    |                        |                        |
| 1983年（昭和58年）     | 31.6                   | 62.5                       |                            | 55.7                       | 149.8                      | 2,493                      | 0.3                    |                        |                        |
| 1984年（昭和59年）     | 31.1                   | 61.8                       |                            | 58.6                       | 151.5                      | 2,555                      | 0.0                    |                        |                        |
| 1985年（昭和60年）     | 29.2                   | 59.7                       |                            | 57.9                       | 146.8                      | 2,490                      | 0.0                    |                        |                        |
| 1986年（昭和61年）     | 28.4                   | 60.3                       |                            | 54.2                       | 142.9                      | 2,409                      | 0.0                    |                        |                        |
| 1987年（昭和62年）     | 25.2                   | 57.7                       |                            | 52.1                       | 135.0                      | 2,265                      | 0.0                    |                        |                        |
| 1988年（昭和63年）     | 25.4                   | 62.5                       |                            | 53.2                       | 141.1                      | 2,330                      | 0.0                    |                        |                        |
| 1989年（平成元年）     | 25.2                   | 66.5                       |                            | 54.5                       | 146.2                      | 2,423                      | 0.0                    |                        |                        |
| 1990年（平成02年）     | 25.6                   | 70.5                       |                            | 53.9                       | 150.0                      | 2,496                      | 0.0                    |                        |                        |
| 1991年（平成03年）     | 26.1                   | 68.7                       |                            | 55.0                       | 149.8                      | 2,480                      | 0.0                    |                        |                        |
| 1992年（平成04年）     | 25.0                   | 61.2                       |                            | 53.8                       | 140.0                      | 2,317                      | 0.0                    |                        |                        |
| 1993年（平成05年）     | 22.9                   | 50.8                       |                            | 50.3                       | 124.0                      | 2,034                      | 0.0                    |                        |                        |
| 1994年（平成06年）     | 21.4                   | 45.5                       |                            | 48.8                       | 115.7                      | 1,911                      | 0.0                    |                        |                        |
| 1995年（平成07年）     | 21.4                   | 42.7                       |                            | 49.0                       | 113.1                      | 1,867                      | 0.0                    |                        |                        |
| 1996年（平成08年）     | 18.9                   | 43.1                       |                            | 44.2                       | 106.2                      | 1,764                      | 0.0                    |                        |                        |
| 1997年（平成09年）     | 17.7                   | 41.9                       |                            | 41.6                       | 101.2                      | 1,676                      | 0.0                    |                        |                        |
| 1998年（平成10年）     | 18.3                   | 40.2                       |                            | 39.1                       | 97.6                       | 1,601                      | 0.0                    |                        |                        |
| 1999年（平成11年）     | 16.4                   | 39.3                       |                            | 37.2                       | 92.9                       | 1,519                      | 0.0                    |                        |                        |
| 2000年（平成12年）     | 15.3                   | 38.8                       |                            | 34.7                       | 88.8                       | 1,457                      | 0.0                    |                        |                        |
| 2001年（平成13年）     | 16.4                   | 38.2                       |                            | 34.6                       | 89.2                       | 1,458                      | 0.0                    |                        |                        |
| 2002年（平成14年）     | 16.1                   | 38.6                       |                            | 33.1                       | 87.8                       | 1,420                      | 0.0                    |                        |                        |
| 2003年（平成15年）     | 13.3                   | 37.1                       |                            | 30.9                       | 81.3                       | 1,294                      | 0.0                    |                        |                        |
| 2004年（平成16年）     | 13.7                   | 34.5                       |                            | 29.7                       | 77.9                       | 1,247                      | 0.0                    |                        |                        |
| 2005年（平成17年）     | 13.2                   | 37.1                       |                            | 28.2                       | 78.5                       | 1,152                      | 0.0                    |                        |                        |
| 2006年（平成18年）     | 13.8                   | 28.5                       |                            | 27.8                       | 70.1                       | 1,127                      | 0.0                    |                        |                        |
| 2007年（平成19年）     | 14.5                   | 27.3                       |                            | 28.8                       | 70.5                       |                            | 0.0                    |                        |                        |
| ひたちなか海浜鉄道     | 2008年（平成20年）     | 12.7                       | 29.1                       |                            | 33.7                       | 75.5                       |                        | 0.0                    |                        |
| ひたちなか海浜鉄道     | 2009年（平成21年）     | 12.4                       | 30.3                       |                            | 34.6                       | 77.3                       | 1,214                  | 0.0                    |                        |
| ひたちなか海浜鉄道     | 2010年（平成22年）     |                            |                            | 44.4                       | 34.3                       | 78.7                       |                        | 0.0                    |                        |
| ひたちなか海浜鉄道     | 2011年（平成23年）     | 10.0                       | 27.1                       | 37.1                       | 30.2                       | 67.3                       |                        | 0.0                    |                        |
| ひたちなか海浜鉄道     | 2012年（平成24年）     | 12.4                       | 30.9                       | 43.3                       | 35.5                       | 78.8                       | 1,326                  | 0.0                    |                        |
| ひたちなか海浜鉄道     | 2013年（平成25年）     | 14.1                       | 33.4                       | 47.5                       | 36.5                       | 84.0                       | 1.411                  | 0.0                    |                        |
| ひたちなか海浜鉄道     | 2014年（平成26年）     | 15.9                       | 38.0                       | 53.9                       | 40.1                       | 94.0                       |                        | 0.0                    |                        |
| ひたちなか海浜鉄道     | 2015年（平成27年）     | 17.5                       | 38.5                       | 56.0                       | 42.8                       | 98.8                       |                        | 0.0                    |                        |
| ひたちなか海浜鉄道     | 2016年（平成28年）     | 18.2                       | 38.4                       | 56.6                       | 39.4                       | 96.0                       | 1,606                  | 0.0                    |                        |
| ひたちなか海浜鉄道     | 2017年（平成29年）     | 18.3                       | 37.9                       | 56.2                       | 43.9                       | 100.1                      | 1,682                  | 0.0                    |                        |
| ひたちなか海浜鉄道     | 2018年（平成30年）     | 18.7                       | 37.4                       | 56.1                       | 44.6                       | 100.7                      | 1,693                  | 0.0                    |                        |
| ひたちなか海浜鉄道     | 2019年（令和元年）     | 21.3                       | 39.6                       | 60.9                       | 45.1                       | 106.0                      | 1,773                  | 0.0                    |                        |
| ひたちなか海浜鉄道     | 2020年（令和 2年）     | 18.2                       | 30.1                       | 48.3                       | 23.5                       | 71.8                       | 1,187                  | 0.0                    |                        |
| ひたちなか海浜鉄道     | 2021年（令和 3年）     | 18.3                       | 61.5                       | 79.9                       | 28.7                       | 108.6                      | 1,778                  | 0.0                    |                        |
| ひたちなか海浜鉄道     | 2022年（令和 4年）     | 17.2                       | 60.1                       | 77.2                       | 34.4                       | 111.6                      |                        |                        |                        |
| ひたちなか海浜鉄道     | 2023年（令和 5年）     | 17.0                       | 59.9                       | 76.9                       | 39.9                       | 116.8                      |                        |                        |                        |

- 『地方鉄道軌道統計年報』1952年度版および『私鉄統計年報』1958・1963・1966・1970各年度版。

### 営業成績
湊線の営業成績を下表に記す。
表中、収入の単位は千円。数値は年度での値。表中、最高値を赤色で、最高値を記録した年度以降の最低値を青色で、最高値を記録した年度以前の最低値を緑色で表記している。
| 年度別営業成績（湊線） | 年度別営業成績（湊線） | 年度別営業成績（湊線）  | 年度別営業成績（湊線）  | 年度別営業成績（湊線）  | 年度別営業成績（湊線）  | 年度別営業成績（湊線）  | 年度別営業成績（湊線）  | 年度別営業成績（湊線）  | 年度別営業成績（湊線） | 年度別営業成績（湊線） | 年度別営業成績（湊線） | 年度別営業成績（湊線） | 年度別営業成績（湊線） |
| 運営主体               | 年度                   | 旅客運賃収入：千円/年度 | 旅客運賃収入：千円/年度 | 旅客運賃収入：千円/年度 | 旅客運賃収入：千円/年度 | 旅客運賃収入：千円/年度 | 旅客運賃収入：千円/年度 | 貨物運輸 収入 千円/年度 | 運輸雑収 千円/年度     | 営業収益 千円/年度     | 営業経費 千円/年度     | 営業損益 千円/年度     | 営業 係数              |
| ---------------------- | ---------------------- | ----------------------- | ----------------------- | ----------------------- | ----------------------- | ----------------------- | ----------------------- | ----------------------- | ---------------------- | ---------------------- | ---------------------- | ---------------------- | ---------------------- |
| 運営主体               | 年度                   | 通勤定期                | 通学定期                | 通勤通学 定期計         | 定期外                  | 手小荷物                | 合計                    | 貨物運輸 収入 千円/年度 | 運輸雑収 千円/年度     | 営業収益 千円/年度     | 営業経費 千円/年度     | 営業損益 千円/年度     | 営業 係数              |
| 茨城交通               | 1975年（昭和50年）     |                         |                         | 111,523                 | 104,617                 | 4,399                   | 220,539                 | 2,331                   | 13,385                 | 236,255                |                        |                        |                        |
| 茨城交通               | 1976年（昭和51年）     |                         |                         | 114,770                 | 107,549                 | 5,722                   | 228,041                 | 2,691                   | 15,555                 | 246,287                |                        |                        |                        |
| 茨城交通               | 1977年（昭和52年）     |                         |                         | 122,846                 | 117,299                 | 5,471                   | 245,617                 | 3,099                   | 24,970                 | 273,687                |                        |                        |                        |
| 茨城交通               | 1978年（昭和53年）     |                         |                         | 120,923                 | 118,087                 | 4,692                   | 243,703                 | 3,088                   | 28,636                 | 275,428                |                        |                        |                        |
| 茨城交通               | 1979年（昭和54年）     |                         |                         | 128,074                 | 123,561                 | 4,003                   | 255,638                 | 3,459                   | 25,911                 | 285,010                |                        |                        |                        |
| 茨城交通               | 1980年（昭和55年）     |                         |                         | 123,743                 | 110,323                 | 3,184                   | 237,250                 | 3,731                   | 25,828                 | 266,809                |                        |                        |                        |
| 茨城交通               | 1981年（昭和56年）     |                         |                         | 124,160                 | 116,992                 | 2,423                   | 243,575                 | 3,868                   | 24,862                 | 272,306                |                        |                        |                        |
| 茨城交通               | 1982年（昭和57年）     |                         |                         | 122,567                 | 114,429                 | 2,022                   | 239,018                 | 3,956                   | 24,801                 | 267,775                |                        |                        |                        |
| 茨城交通               | 1983年（昭和58年）     |                         |                         | 131,110                 | 125,617                 | 1,193                   | 257,920                 | 1,476                   | 17,600                 | 276,997                |                        |                        |                        |
| 茨城交通               | 1984年（昭和59年）     |                         |                         | 132,846                 | 140,564                 | 123                     | 273,533                 | 0                       | 14,286                 | 287,818                |                        |                        |                        |
| 茨城交通               | 1985年（昭和60年）     |                         |                         | 136,699                 | 150,933                 | 0                       | 287,632                 | 0                       | 13,581                 | 301,213                |                        |                        |                        |
| 茨城交通               | 1986年（昭和61年）     |                         |                         | 138,994                 | 141,406                 | 0                       | 280,400                 | 0                       | 14,577                 | 294,977                |                        |                        |                        |
| 茨城交通               | 1987年（昭和62年）     | 47,689                  | 88,016                  |                         | 143,291                 | 0                       | 278,996                 | 0                       | 15,746                 | 294,742                |                        |                        |                        |
| 茨城交通               | 1988年（昭和63年）     | 47,571                  | 95,268                  |                         | 144,160                 | 0                       | 286,999                 | 0                       | 14,782                 | 301,781                |                        |                        |                        |
| 茨城交通               | 1989年（平成元年）     | 47,313                  | 102,118                 |                         | 146,695                 | 0                       | 296,126                 | 0                       | 16,637                 | 312,763                |                        |                        |                        |
| 茨城交通               | 1990年（平成02年）     | 48,596                  | 109,050                 |                         | 145,257                 | 0                       | 302,903                 | 0                       | 14,584                 | 317,487                |                        |                        |                        |
| 茨城交通               | 1991年（平成03年）     | 49,165                  | 107,723                 |                         | 148,222                 | 0                       | 305,110                 | 0                       | 14,585                 | 319,695                |                        |                        |                        |
| 茨城交通               | 1992年（平成04年）     | 47,994                  | 97,524                  |                         | 149,042                 | 0                       | 294,560                 | 0                       | 15,259                 | 309,819                |                        |                        |                        |
| 茨城交通               | 1993年（平成05年）     | 45,068                  | 86,139                  |                         | 142,592                 | 0                       | 273,799                 | 0                       | 16,467                 | 290,266                |                        |                        |                        |
| 茨城交通               | 1994年（平成06年）     | 40,452                  | 78,202                  |                         | 141,046                 | 0                       | 259,700                 | 0                       | 17,463                 | 277,163                |                        |                        |                        |
| 茨城交通               | 1995年（平成07年）     | 40,476                  | 73,628                  |                         | 144,990                 | 0                       | 259,094                 | 0                       | 18,658                 | 277,752                |                        |                        |                        |
| 茨城交通               | 1996年（平成08年）     | 37,671                  | 80,338                  |                         | 144,302                 | 0                       | 262,311                 | 0                       | 20,287                 | 282,598                |                        |                        |                        |
| 茨城交通               | 1997年（平成09年）     | 35,513                  | 77,710                  |                         | 134,940                 | 0                       | 248,163                 | 0                       | 21,994                 | 270,157                |                        |                        |                        |
| 茨城交通               | 1998年（平成10年）     | 36,887                  | 73,812                  |                         | 125,264                 | 0                       | 235,963                 | 0                       | 27,537                 | 263,500                |                        |                        |                        |
| 茨城交通               | 1999年（平成11年）     | 33,298                  | 72,233                  |                         | 117,735                 | 0                       | 223,266                 | 0                       | 49,740                 | 273,006                |                        |                        |                        |
| 茨城交通               | 2000年（平成12年）     | 31,454                  | 71,271                  |                         | 109,586                 | 0                       | 212,311                 | 0                       | 61,753                 | 274,064                |                        |                        |                        |
| 茨城交通               | 2001年（平成13年）     | 34,295                  | 69,475                  |                         | 109,876                 | 0                       | 213,646                 | 0                       | 57,376                 | 271,022                |                        |                        |                        |
| 茨城交通               | 2002年（平成14年）     | 33,889                  | 70,025                  |                         | 105,864                 | 0                       | 209,778                 | 0                       | 62,867                 | 272,645                |                        |                        |                        |
| 茨城交通               | 2003年（平成15年）     | 27,435                  | 64,507                  |                         | 99,450                  | 0                       | 191,392                 | 0                       | 60,039                 | 251,431                |                        |                        |                        |
| 茨城交通               | 2004年（平成16年）     | 28,196                  | 59,050                  |                         | 96,785                  | 0                       | 184,031                 | 0                       | 58,984                 | 243,015                | 254,855                | △11,840                | 104.9                  |
| 茨城交通               | 2005年（平成17年）     | 27,425                  | 53,200                  |                         | 92,541                  | 0                       | 173,166                 | 0                       | 58,792                 | 231,958                | 233,207                | △1,249                 | 100.5                  |
| 茨城交通               | 2006年（平成18年）     |                         |                         |                         | 92,734                  | 0                       | 170,895                 | 0                       | 60,157                 | 231,052                | 207,932                | 23,120                 | 90.0                   |
| 茨城交通               | 2007年（平成19年）     | 28,917                  | 49,267                  |                         | 96,597                  | 0                       | 174,781                 | 0                       |                        |                        |                        |                        |                        |
| ひたちなか海浜鉄道     | 2008年（平成20年）     | 26,390                  | 51,293                  |                         | 99,613                  | 0                       | 177,296                 | 0                       | 53,392                 | 230,688                | 267,282                | △36,594                | 115.9                  |
| ひたちなか海浜鉄道     | 2009年（平成21年）     | 25,141                  | 47,758                  |                         | 99,745                  | 0                       | 172,644                 | 0                       | 60,362                 | 233,006                | 270,654                | △37,648                | 116.2                  |
| ひたちなか海浜鉄道     | 2010年（平成22年）     |                         |                         |                         |                         |                         | 170,981                 | 0                       | 61,915                 | 232,896                | 251,952                | △19,056                | 108.2                  |
| ひたちなか海浜鉄道     | 2011年（平成23年）     |                         |                         |                         |                         |                         | 144,122                 | 0                       | 67,718                 | 211,841                | 254,405                | △42,564                | 120.1                  |
| ひたちなか海浜鉄道     | 2012年（平成24年）     | 25,172                  | 42,582                  | 67,754                  | 102,268                 | 0                       | 170,022                 | 0                       | 64,228                 | 234,250                | 302,453                | △68,203                | 129.1                  |
| ひたちなか海浜鉄道     | 2013年（平成25年）     | 28,457                  | 46,008                  | 74,465                  | 103,706                 | 0                       | 178,171                 | 0                       | 63,342                 | 240,513                | 312,185                | △71,672                | 129.8                  |
| ひたちなか海浜鉄道     | 2014年（平成26年）     | 30,456                  | 49,416                  | 79,871                  | 111,656                 | 0                       | 191,527                 | 0                       | 88,928                 | 280,455                | 337,225                | △56,770                | 120.2                  |
| ひたちなか海浜鉄道     | 2015年（平成27年）     | 32,408                  | 49,122                  | 81,530                  | 118,365                 | 0                       | 199,895                 | 0                       | 57,980                 | 257,875                | 313,101                | △55,226                | 121.4                  |
| ひたちなか海浜鉄道     | 2016年（平成28年）     | 33,659                  | 48,176                  | 81,835                  | 109,473                 | 0                       | 191,308                 | 0                       | 67,310                 | 258,618                | 323,155                | △64,537                | 125.0                  |
| ひたちなか海浜鉄道     | 2017年（平成29年）     | 32,746                  | 46,756                  | 79,502                  | 117,747                 | 0                       | 197,249                 | 0                       | 55,938                 | 253,187                | 283,762                | △30,575                | 112.1                  |
| ひたちなか海浜鉄道     | 2018年（平成30年）     | 31,614                  | 46,173                  | 77,787                  | 120,139                 | 0                       | 197,926                 | 0                       | 55,981                 | 253,907                | 308,473                | △54,566                | 121.5                  |
| ひたちなか海浜鉄道     | 2019年（令和元年）     | 35,799                  | 48,514                  | 84,313                  | 117,723                 | 0                       | 202,036                 | 0                       | 70,529                 | 272,565                |                        |                        |                        |
| ひたちなか海浜鉄道     | 2020年（令和 2年）     | 30,289                  | 36,188                  | 66,477                  | 64,035                  | 0                       | 130,512                 | 0                       | 55,178                 | 185,690                |                        |                        |                        |
| ひたちなか海浜鉄道     | 2021年（令和 3年）     | 30,155                  | 49,619                  | 79,774                  | 78,916                  | 0                       | 158,690                 | 0                       | 55,930                 | 214,620                |                        |                        |                        |
| ひたちなか海浜鉄道     | 2022年（令和 4年）     | 28,715                  | 47,394                  | 76,109                  | 96,232                  | 0                       | 172,342                 | 0                       | 66,517                 | 241,858                |                        |                        |                        |
| ひたちなか海浜鉄道     | 2023年（令和 5年）     | 27,807                  | 47,961                  | 75,768                  | 110,843                 | 0                       | 186,611                 | 0                       | 63,373                 | 249,984                |                        |                        |                        |

## 車両
茨城交通は「性能が安定し長寿命で故障が少ない」としてコピー品も含め日本全国からキハ20系気動車をかき集めてきたものの、1990年代後半に入ると製造より40年が経過して同系で状態の良い稼働車が出ることがほとんどなくなったため、新製車の導入に移行した。原則として、平日と日曜は旧型と新型1編成ずつ、土曜日は新型のみでの運行となっていたが、2009年8月のミキ300形導入以降、日曜日でも新型のキハ3710形・キハ37100形およびミキ300形のみで運行されることが多くなり、キハ20タイプの旧型気動車は徐々に一般運用の機会が減少した。さらにキハ11形導入により、2016年現在旧型車は1両のみとなり、イベントを中心に稼働するようになっている。なお、土曜・日曜の車両運用は、ホームページに掲載されている。

### 現在の車両
キハ20形 (205)
1964年に帝国車輛にて製造。元国鉄キハ20形のラストナンバー・キハ20-522で、西日本旅客鉄道（JR西日本）から水島臨海鉄道を経て、1996年1月28日に入線し、同年8月にワンマン改造を実施している。水島臨海鉄道時代にトイレの撤去と共に冷房化（デンソー製、サブエンジン式）もされている。1998年5月頃より塗色は国鉄気動車標準色の朱色地に窓周りクリーム色の2色塗装に復元されたが、朱色部分は国鉄色よりややオレンジがかっている。2017年3月19日に水島臨海鉄道のキハ205が運行を終了したため、元国鉄キハ20形では唯一の現役車両となった。
基本的に定期運用はなく、イベント等にあわせて運用に入る程度であったが、後述のキハ100系購入に伴い退役する予定。
キハ3710形 (キハ3710-01, 02)
新製車両。1995年11月1日、1998年7月1日に1両ずつ入線。湊線の主力車両である。全長は18.5mで、エンジンはDMF13HZ (330PS/2000rpm) を1基搭載している。室内はオールロングシート。形式名称は3710（みなと）の語呂合わせ。当初、塗色は茨城交通色だったが、2010年に2両とも公募によるデザインコンテストにより決定した「曙光の大地」をテーマとした下部に濃緑色・上部にクリーム色・その境界部に金帯・扉に黄色を配した新塗色に変更された。
01は、新塗装への変更後はしばらくそのままで運用されていたが、2018年10月13日、定期検査からの復帰と同時に、「株式会社井上工務店」の広告ラッピング車となった。これにより、同形式はすべてラッピング車となり、同日以降「曙光の大地」の塗装は見られなくなった。
02は、2014年10月1日からアニメ『デュエル・マスターズ』とのタイアップによりラッピングトレイン「勝太駅発！熱血デュエマ列車!!」となっていたが、2017年7月30日より、コマツ茨城工場の竣工10周年記念事業のラッピング車となっている。
キハ37100形 (37100-03)
新製車両。2002年12月16日入線。キハ3710形とほぼ同じだが、ブレーキの二重化やドアの半自動化など一部仕様が異なるため形式が変更されたうえで通し番号の03となった。初期塗装は茨城交通色。
2010年からは、ひたちなか海浜鉄道2周年を記念してラッピングを施した「アニマルトレイン」となっていたが、2018年5月27日をもってアニマルトレインとしての運行を終了。その後、6月30日より「いきいき茨城ゆめ国体＆いきいき茨城ゆめ大会2019」のラッピング車両として運行され、大会終了後、2020年からは「曙光の大地」の塗装を模したラッピングとなった。
ミキ300形（ミキ300-103）
2008年に廃止された三木鉄道から、旧型車両を更新する目的で2009年にミキ300形（ミキ300-103）を購入、同年6月11日に那珂湊駅構内に搬入し、そのままの形式名・車番・塗色で同年8月30日から運行を開始した。線内の他形式と併結しての運行はできず、単行のみで運用されている。
今後も形式名や塗装は変更しないとのことだったが、2019年には、ROCK IN JAPAN FESTIVAL20周年及びひたちなか市制25周年記念の一環として、「ROCK IN JAPAN FESTIVAL2019」のラッピングとなった。これにより、ミキ300形の原塗装車が消滅した。この際、あわせてスノープラウが水色に塗装された。ラッピング車としての運行終了後は、スノープラウが水色のまま、原塗装をラッピングシールで再現したもの（原塗装よりやや色味が明るい）となり、しばらく運用を外れていたが、2020年6月に運用に復帰した。
後述のキハ100系購入に伴い退役する予定。
キハ11形（2代）（キハ11-5，6，7）
元東海旅客鉄道（JR東海）および東海交通事業のキハ11形（JR東海の123、東海交通事業の203, 204）で、2015年3月のダイヤ改正により、高山本線・太多線の運用を外れていた。2015年4月22日にJR東海および東海交通事業から購入し（5月7日発表）、愛知機関区まで回送された後、そこからトレーラによる陸送により、同年4月30日に湊機関区に搬入、必要最低限の改造工事ならびに整備・試運転・改番（元番号順に5 - 7に変更）を行い、同年12月30日朝の始発から順次、営業運転を開始した。また、2015年9月には東海交通事業からさらに201, 202の2両を購入。入線後は那珂湊駅構内に留置されている。運用に入る予定はなく、運用されている3両の部品取り用となっている。2016年4月1日より、キハ11-7がクリーニング専科ラッピングトレインとなった。

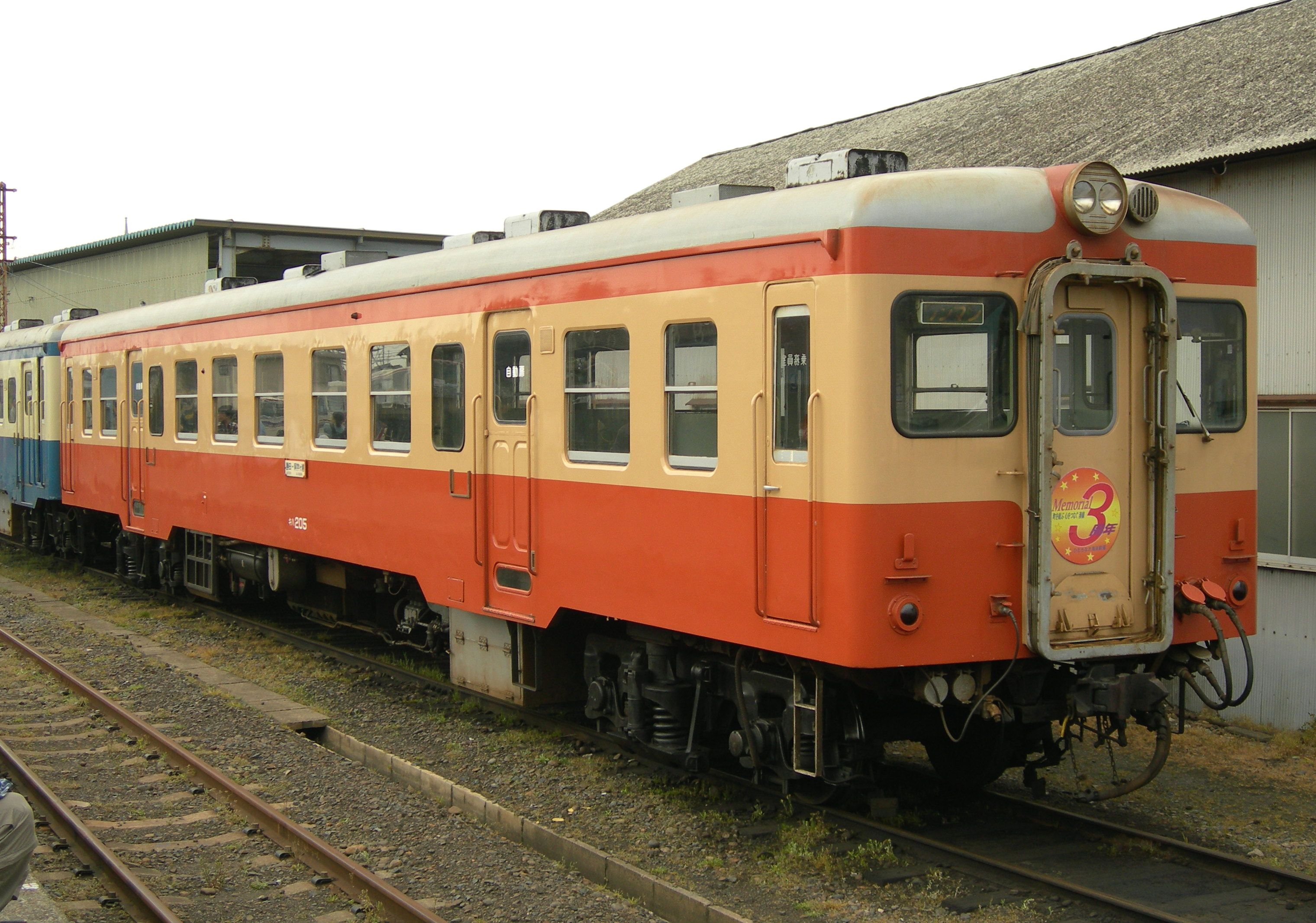
キハ20形205（2011年）
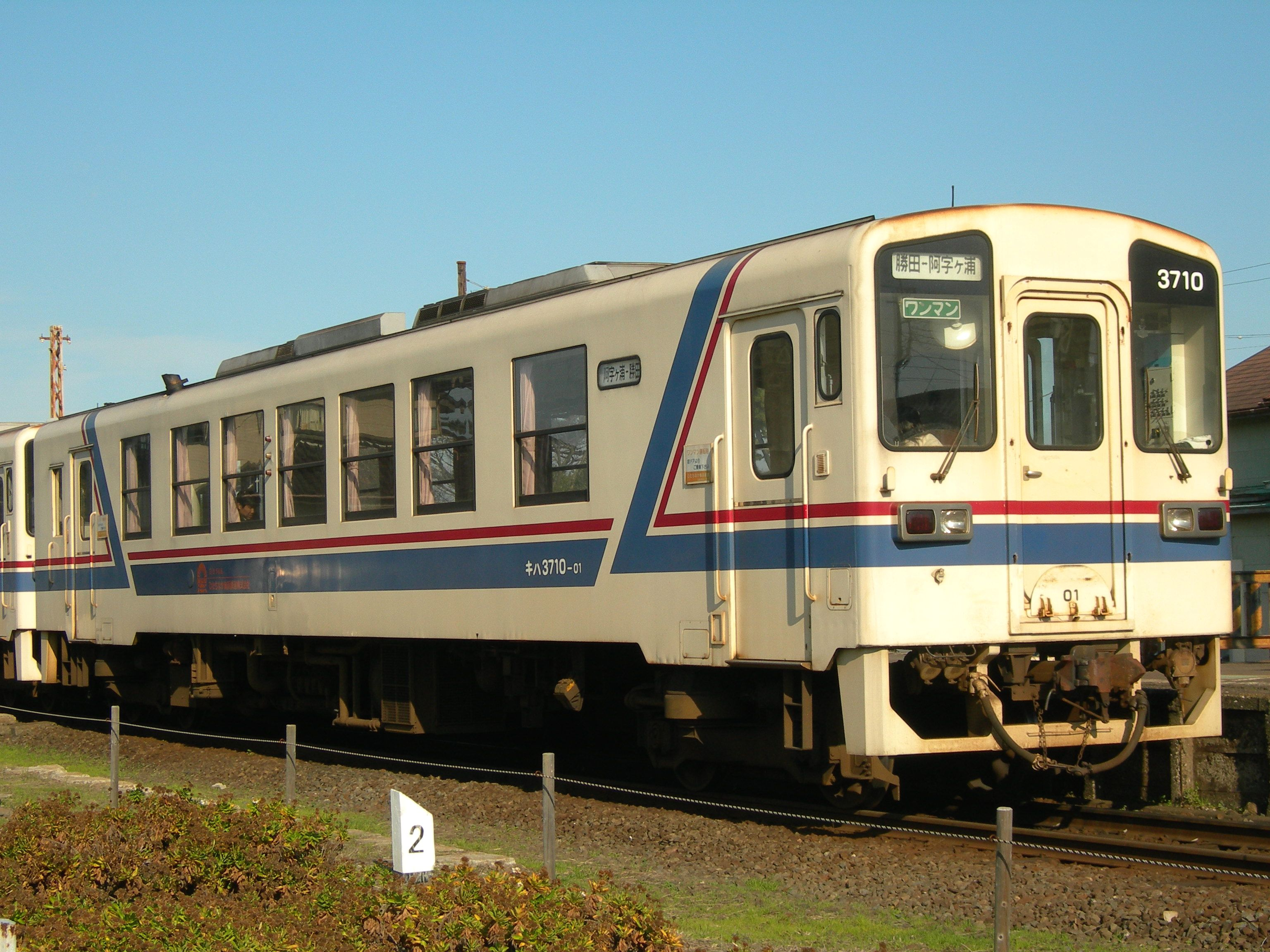
キハ3710形（2009年）
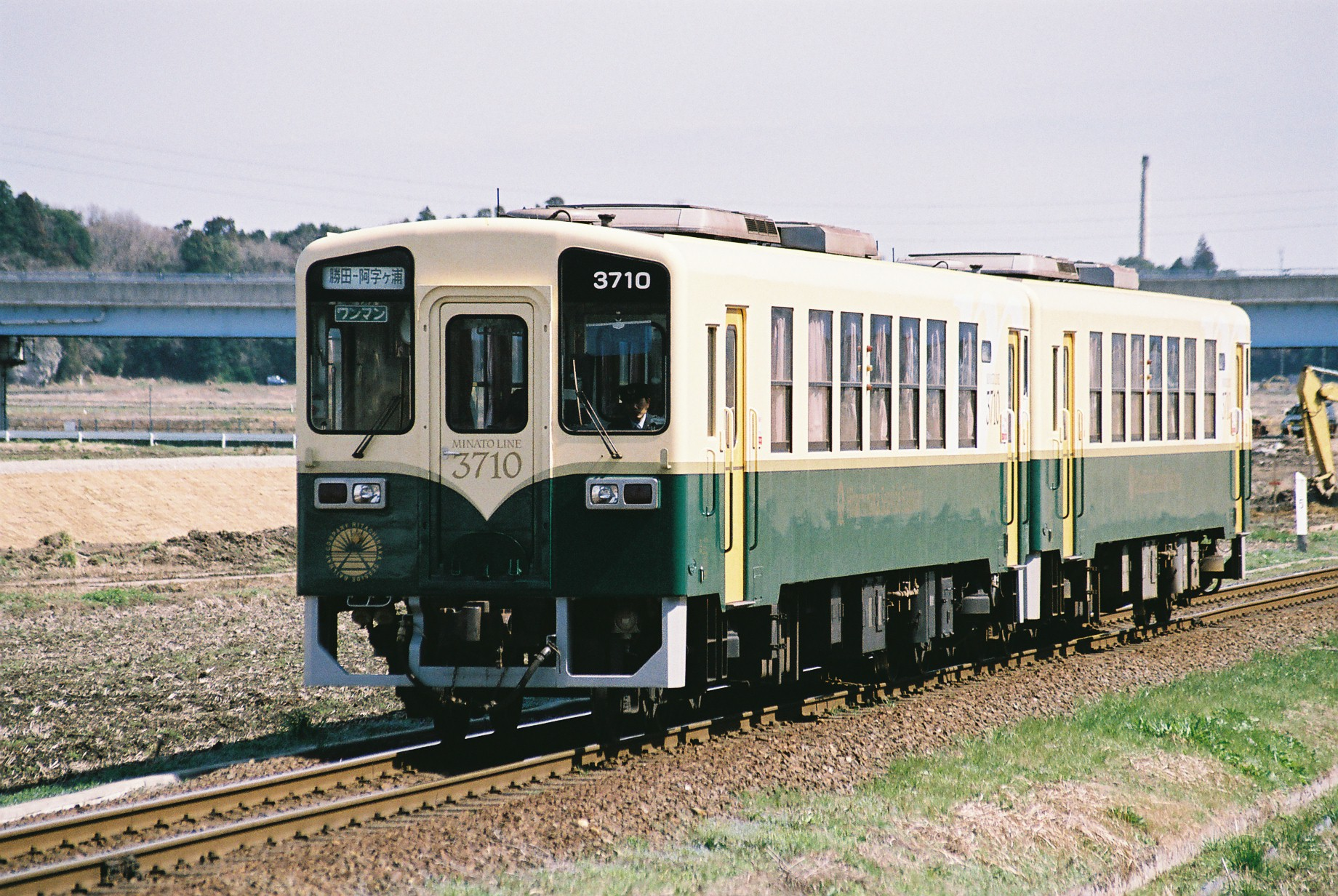
キハ3710形新塗色（2010年）
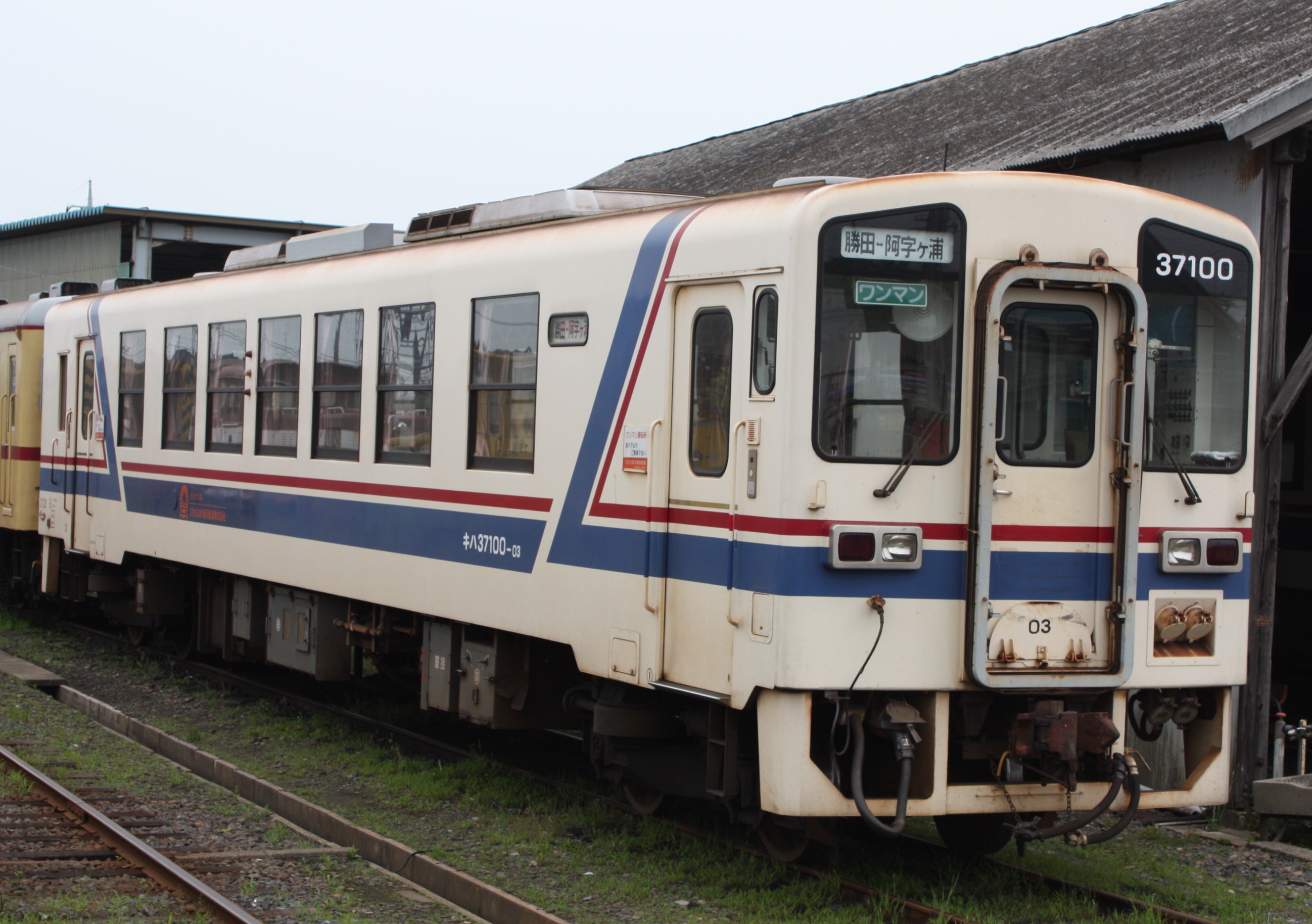
キハ37100形（2009年）
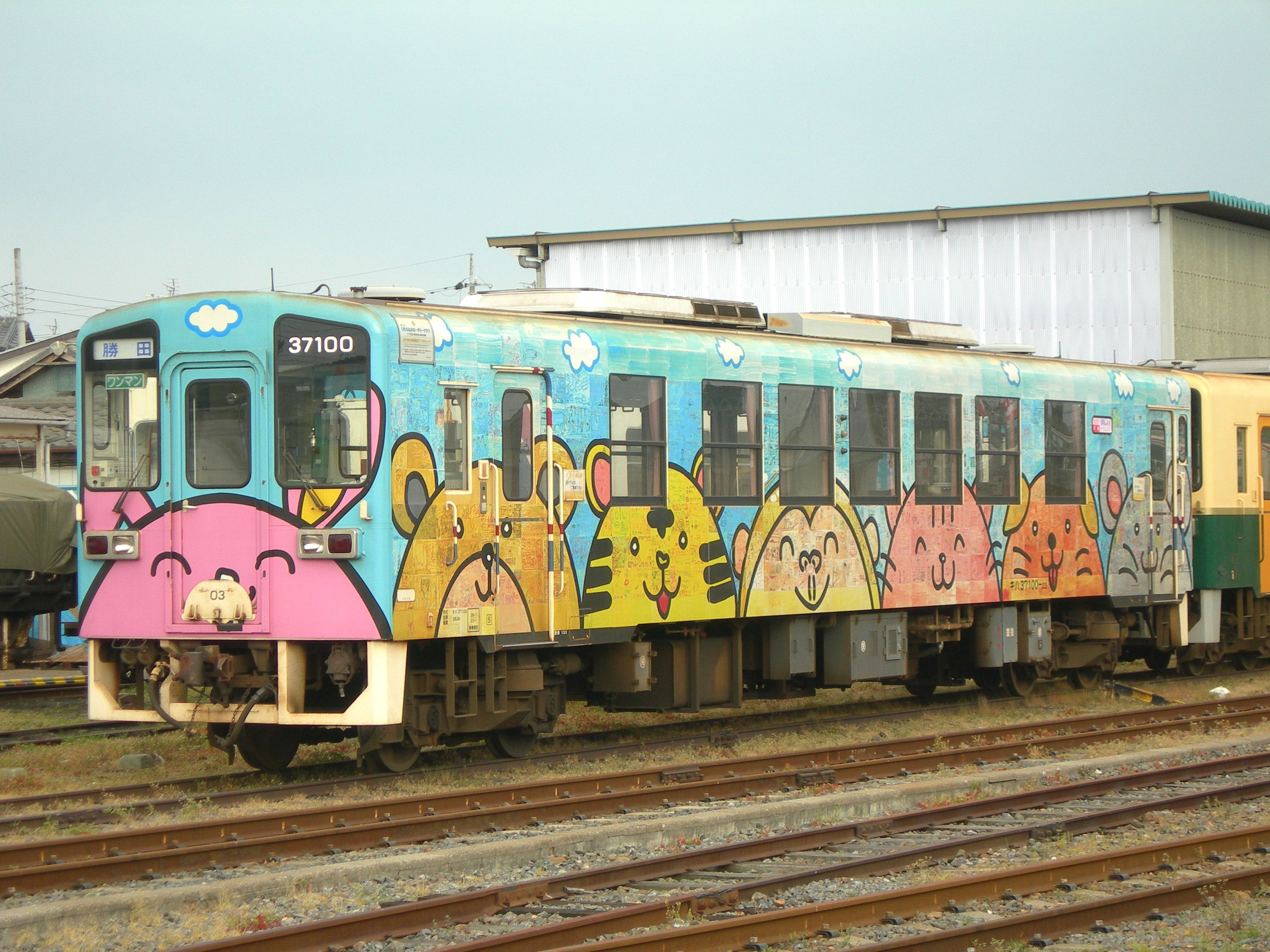
キハ37100形新塗色（2011年）
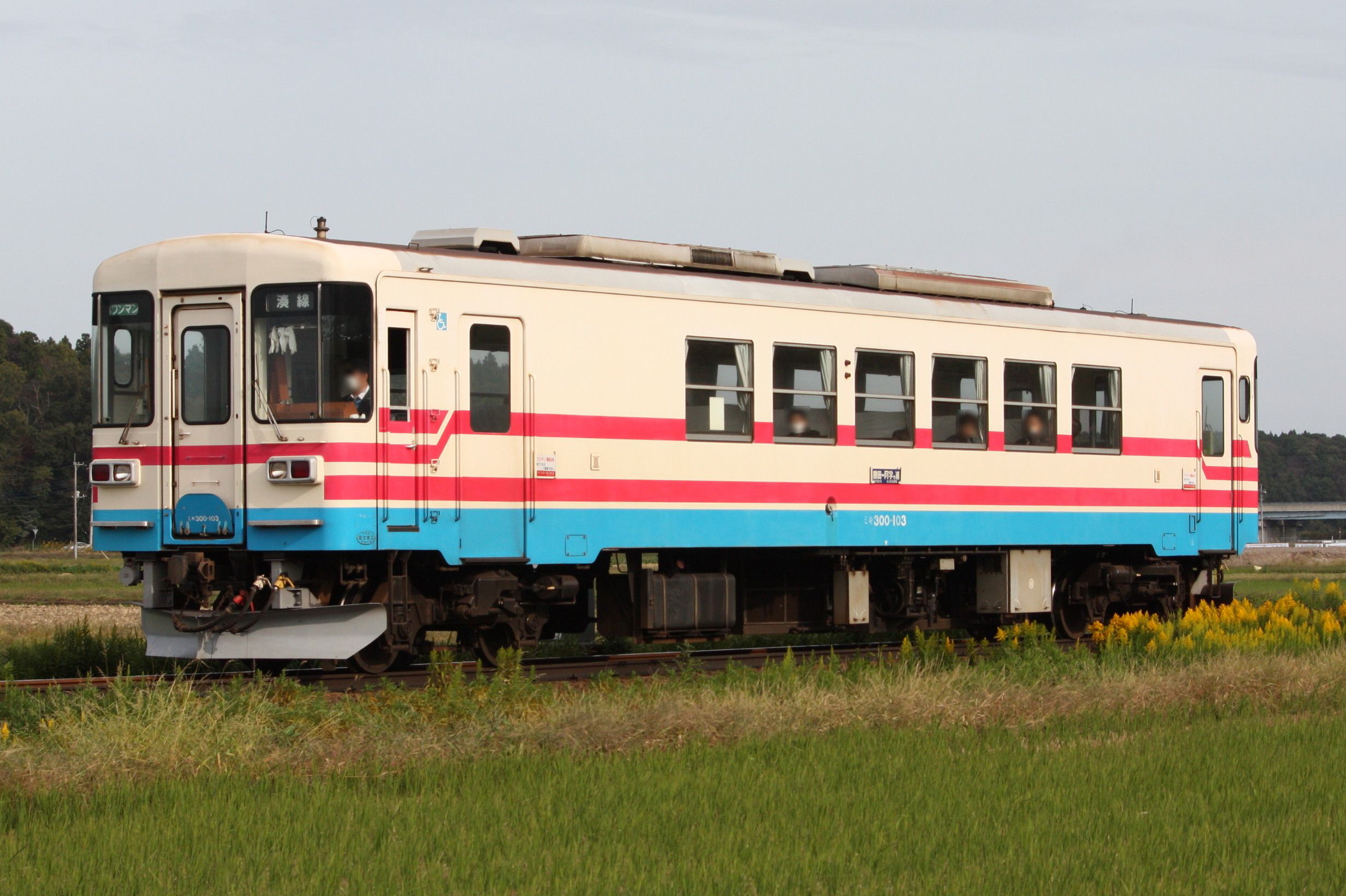
ミキ300形（2009年）
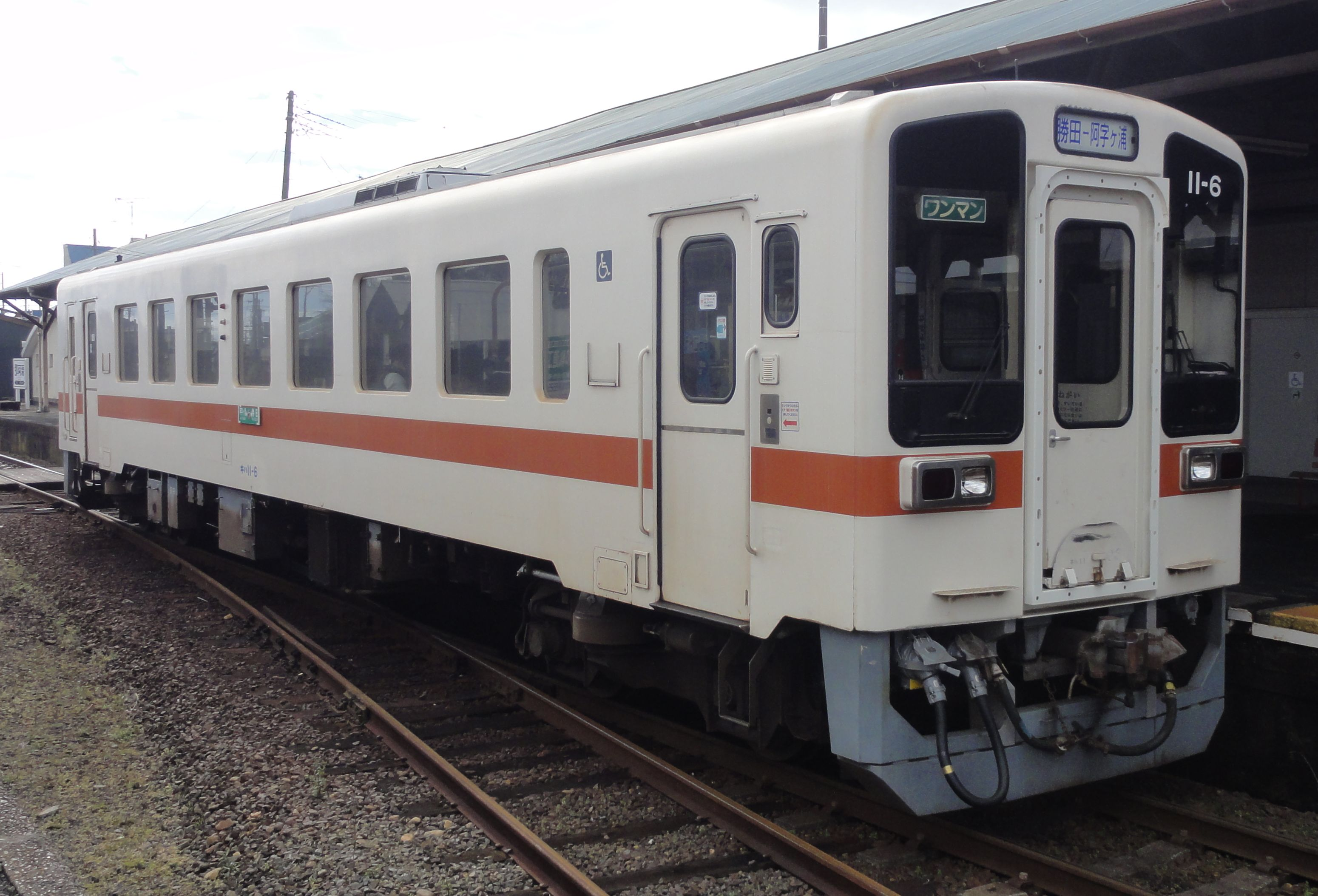
キハ11形（2代）（2016年）

### 導入予定車両
キハ100系
JR東日本より既存車2両の置き換えと観光列車導入分として3両購入予定。
2024年10月3日に那珂湊駅構内にて導入されたキハ100系の試運転が行われた。

### 過去の車両
キハ2000形 (2004, 2005)
キハ2004は留萠鉄道の廃線に伴い1970年に同鉄道から湊線に移籍、キハ2005は1969年に同じく同鉄道から移籍した。国鉄キハ22形の類似車。キハ2005は1966年に東急車輛製造にて製造された車両で、ベンチレーターの形状がキハ2004と異なっている。塗色は2004が国鉄準急色の淡黄色地に赤帯、キハ2005は茨城交通色だったが、帯の配置が他車と違っていた（キハ3710形に近い）。キハ2005は2010年に国鉄急行色のクリーム色地に窓周りスカーレットの2色塗りに変更され、2013年に島原鉄道塗装（三本ヒゲ）となったが、水漏れのため運用から外れていた。また、キハ2004は前述のキハ11形（2代）導入に伴い2015年12月25日を最後に運用を外れていた。その後2両とも2015年限りで正式に引退となったが、キハ2004は平成筑豊鉄道での動態保存のため、2016年10月13日に那珂湊駅から搬出、10月17日に金田駅に搬入された。なお、平成筑豊鉄道での車籍は無く、本線走行は認められていない。
キハ200形 (201 - 204)
元国鉄キハ20形で、国鉄から鹿島臨海鉄道を経て譲り受けた車両である（鹿島臨海鉄道での形式は2000形で、ヘッド・テールライトが角型に改造されていた）。キハ201 - 204の4両が在籍したが、冷房が取り付けられていないこととワンマン化改造がなされていないため2006年までにすべて廃車になっている。キハ201はキハ221とともに阿字ヶ浦駅に留置され、海水浴客の臨時更衣室になっていたが、2009年3月に撤去・解体された。キハ202 - 204 は、那珂湊駅に放置されていたが、203については展示車両として2009年に塗色が国鉄首都圏色の柿色一色塗りに変更されている。202と204はその後、撤去・解体された。
キハ11形（初代） (111 - 113)
元国鉄キハ11。1956年・東急車輌製の個体が集められていた。キハ111は映画『鉄道員（ぽっぽや）』の撮影に用いられた後に解体され、113は佐久間レールパークに保存された後、同所廃止以降はリニア・鉄道館に移動して収蔵・保存されている。112は2004年まで使用され、最後の営業用のキハ10系列となった。その後112は埼玉県さいたま市の鉄道博物館に収蔵・保存されている。
キハ1000形 (1001, 1002)
元留萠鉄道キハ1001, 1002で、1955年日立製作所製。国鉄キハ10を基本とした設計で、側窓の形状はキハ10系と酷似している。ただし乗務員扉を持たない。全体に、北海道の酷寒地での運転を前提とした試験的な特殊装備を多用していた。台車はキハ10のDT19とは異なる菱枠形で、留萠鉄道時代は駆動力確保のため2軸駆動仕様であったが、茨城交通譲渡時に通常の1軸駆動となっている。正面2枚窓のいわゆる湘南型と呼ばれる前面を持ち、北国の激しい降雪下の走行での視界確保を目的とした腰部の大型前照灯「ヘソライト」が特徴的であった。これは路面電車風であるが、光束をカーブで軌道中心方向に合わせるため手動回転が可能な構造であった。吹雪などまず考えられない当線では無用な装備ではあるものの、最後まで撤去されることはなかった。
キハ1100形 (1103)
元留萠鉄道キハ1103で1959年・東急車輌製。キハ1000の後継モデルとして登場した。国鉄キハ20系列を基本とした設計だが、前面は湘南型である。キハ1000で装備されていた「ヘソライト」は省略され、2軸駆動も廃止されるなど、各部位の設計は国鉄気動車と共通する一般的な構造となった。茨城交通では廃車後もしばらく那珂湊駅に放置されていた（現存せず）。
キハ22形 (221-223)
羽幌炭礦鉄道の廃線に伴い1970年から1971年にかけてキハ221, 222, 223の3両が同鉄道から移籍。国鉄キハ22形の類似車。塗色は当初、羽幌炭礦鉄道色の臙脂地に白帯であったがキハ222は茨城交通色を経て旧国鉄気動車標準色に近い藍色地に窓周りベージュの2色塗装、キハ223は白地に赤・青帯の茨城交通色となった。キハ221, 223はそれぞれ1998年、2009年7月に廃車となっており、キハ221は阿字ヶ浦駅に留置されていたが2009年に撤去された。またキハ223は羽幌炭礦鉄道色に変更の上、2009年12月17日に搬出され、埼玉県さいたま市緑区にある「ほしあい眼科」にて保存されている。
1962年に富士重工で製造されたキハ222は、羽幌炭礦鉄道のキハ22最後の1両であり、旅客営業車として旋回窓を有する最後の車両でもあった。2012年秋にエンジン故障を起こしたため、長らく運用されていなかったが、2013年秋に修理され運用に復帰。2015年2月22日をもって営業運転を終了し、検査期限切れにより休車扱いとなっていたが、その後正式に同年限りで引退となった。その後は阿字ヶ浦駅に留置され、車体の腐食が進んでいたが、クラウドファンディングによる資金調達に成功し、塗装などを修繕、2021年にひたちなか開運鐡道神社の御神体として祀られることとなった。鉄道車両の御神体は世界初。
ケハ600形 (601)
1960年・新潟鐵工所製。日本初のステンレス製気動車で、新潟鐵工所が試作的に開発し、海浜に近い条件の湊線に入線したものである。正面は湘南型となっており、左右上部に行先表示窓に類似した小窓があったが、表示装置等は装着されず明かり取り窓のような状態となっていた。1963年6月20日までは水戸駅への直通運転にも使用されていた。登場時より液体式でありながら総括制御不能であり、連結運転時に付随車として使用するためのジャンパ線が新設されたものの不便が多く、鹿島臨海鉄道からの譲渡車などに押され後年はほとんど稼動しないまま1992年に廃車。車体のみ那珂湊機関区に保存され倉庫となっていたが、市民団体「おらが湊鉄道応援団」の手により整備され、現在はギャラリーになっている（当初は動態復元をする計画もあったが、車体の老朽化が激しく断念されたという）。
ケハ400形 (401)
1955年・新潟鐵工所製。元は山鹿温泉鉄道が発注した車両だったが、同社が水害被災して注文流れになったため、茨城交通に回されたもので、有田鉄道キハ250とほぼ同型。窓はシル・ヘッダー付きの2段窓である。山鹿温泉鉄道車特有の低い2段ステップ付きである。茨城線から転属。
ケハ402形 (402)
1957年・新潟鐵工所製で、ケハ401を基本に増備車として自社発注した車両。窓はシル・ヘッダーがなくなり、バス窓になった。ステップも1段になった。
ケハ45形 (45, 46)
元国鉄キハ41000で、46は東野鉄道を経由して入線、後に付随車化され、ハフ46となった。
ハフ12
1945年に廃止された篠山鉄道より購入した1900年東京月島車両製造所製の木製2軸客車。履歴は大阪鉄道 ハ6→篠山鉄道ハ4。他にハフ1・2も購入したが那珂湊に留置されたままであった。
ハフ13形 (13,14)
元大沼電鉄の半鋼製4輪単車フ1・2で、茨城交通移籍後はハフ13・14となり湊線で使用された。ハフ13・14は1963年（昭和38年）3月に廃車となった。
オハフ70形 (1-4)
1962年に国鉄より譲り受けた17m級鋼製客車国鉄オハ31系客車。通勤輸送や夏期海水浴用に使用された。新旧番号対象はオハ701←30128、702←307、703←31124、704←31130。
ケキ100形 (101,102,103,104)
ケキ101は、1953年に新潟鐵工所で製造されたL形20t機関車で、湊線で使用された。1980年10月8日付けで廃車となった。
ケキ102は1957年に新潟鐵工所で製造された35t凸形機関車で、茨城線に配属された。同線廃止後は湊線に移り、貨物（気動車と貨車を牽引する混合列車も存在した）や勝田駅での貨車の入換え作業のほか、多客時は客車列車を牽引したこともある。貨物廃止後、使用されることが減り2005年に廃車になり、那珂湊機関区に留置されていたが、2009年に搬出された。同車は富山県の日本貨物鉄道（JR貨物）伏木駅貨物側線に移送され、2010年8月時点では、同所にて修復作業が行われている。
ケキ103はケキ102の運行成績が好調であったことから1953年7月に製造された機関車。ケキ102が転属してくると主役の座を明け渡し、1990年3月6日付けで廃車となった。
ケキ104は1956年に川崎車両で製造された30tL形機関車で、倉敷市交通局（現水島臨海鉄道）DC502として登場した。1966年に茨城交通に転じた。1971年度中に廃車となった。
トラ1形 (15,16)
元東武鉄道の無蓋貨車トラ1形で貨物廃止後はイベントなどで使用されたがほとんど動くことはなく阿字ヶ浦駅などに長期間留置されていた。2011年3月11日の東日本大震災で被災し、破壊された路線の砂利を運搬するために比較的状態が良かったトラ1-16が同年の3月14日からキハ3710に牽引されながら数十年ぶりに復線の目的で運用が行われた。2016年時点で、車籍はないが現存しており、那珂湊機関区でカバーをかけられ倉庫代わりとなっていたが、2018年に2両とも譲渡された。トラ1形(15)は群馬県の旧太子駅に整備予定の鉄道公園に運び込まれ、トラ1形(16)は静岡県の足久保鐵道株式会社に譲渡された。
ト1形 (5,7)

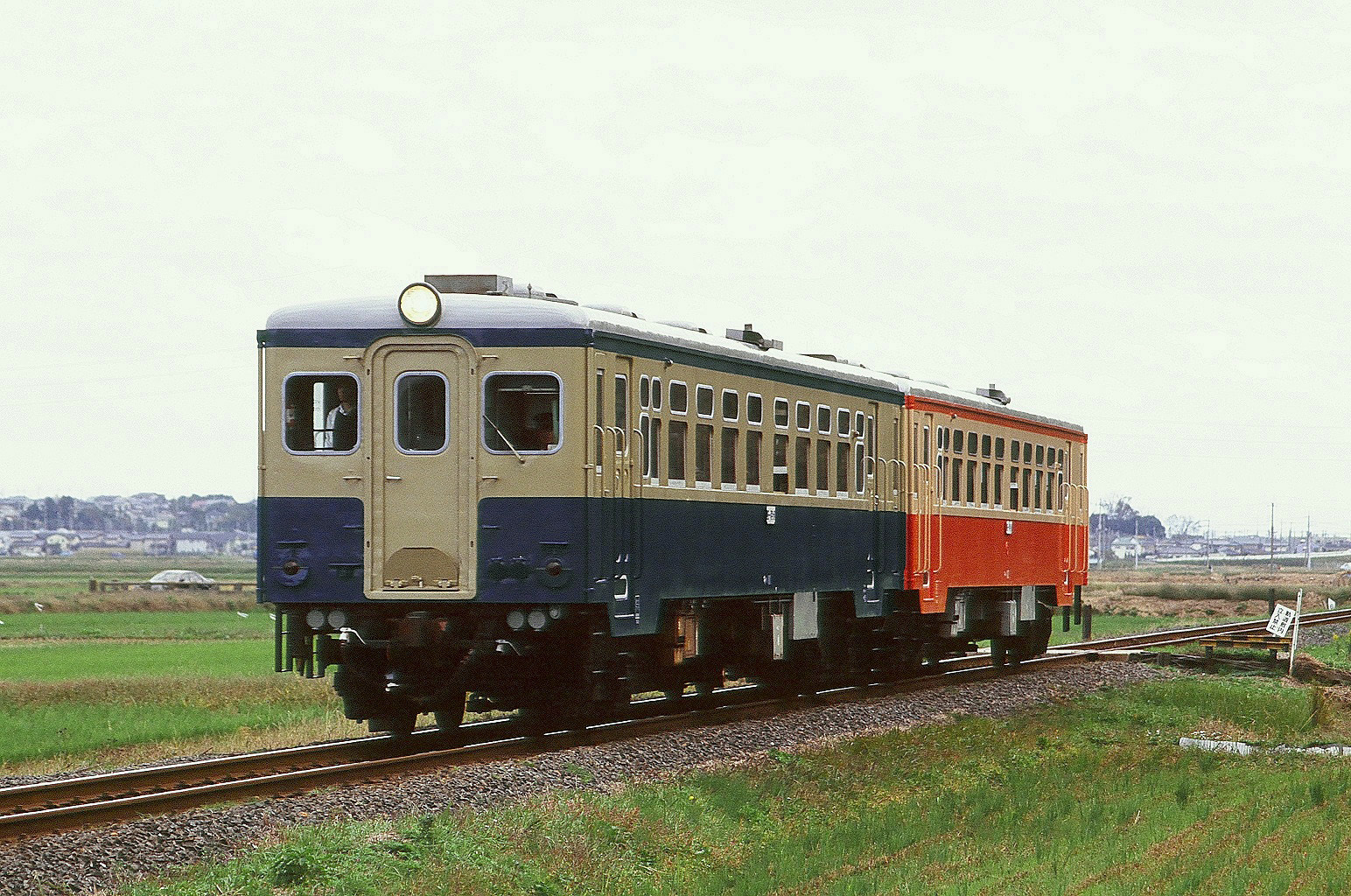
茨城交通キハ111+キハ112（1997年）
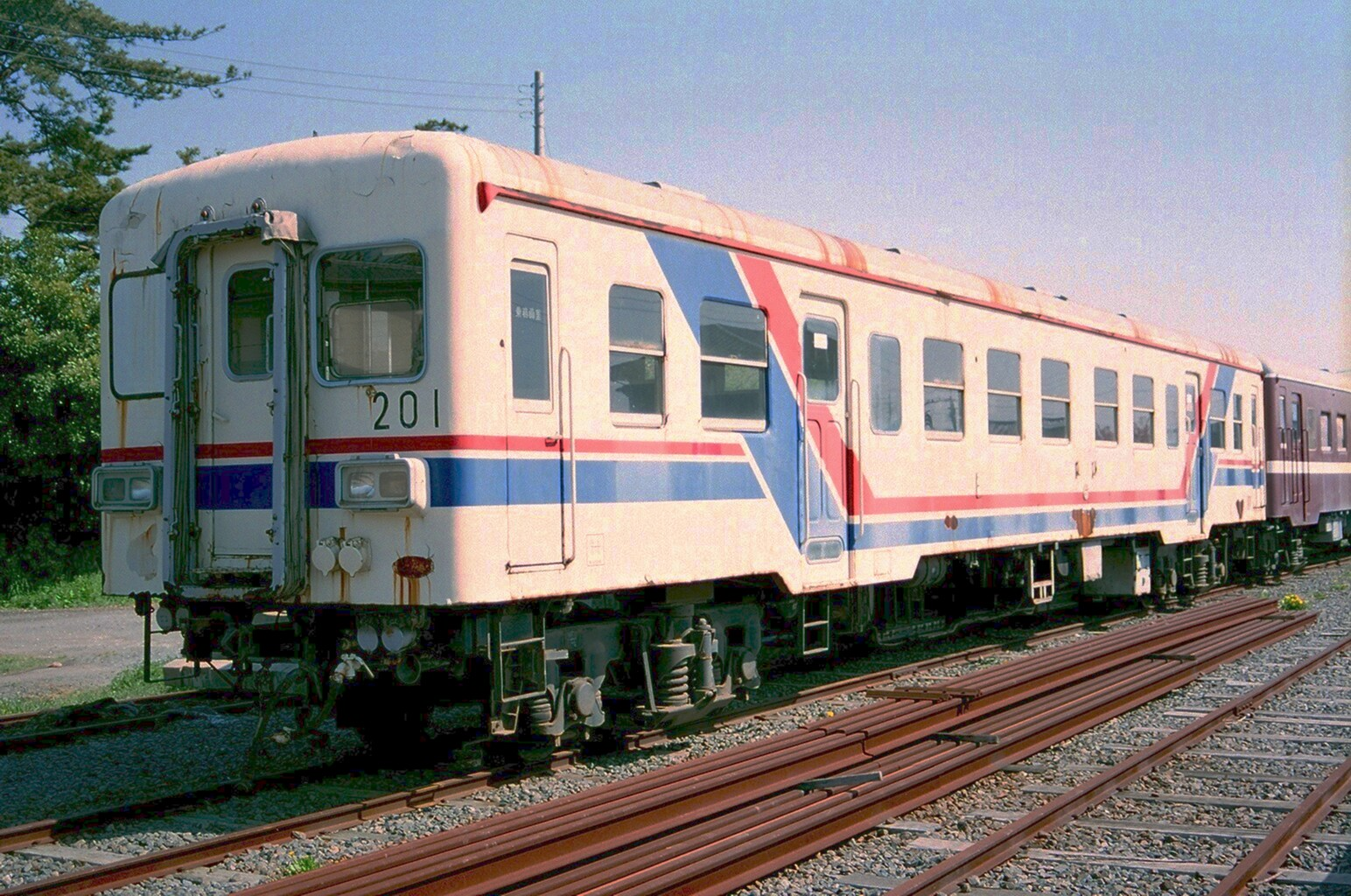
元鹿島臨海鉄道のキハ201（2002年）
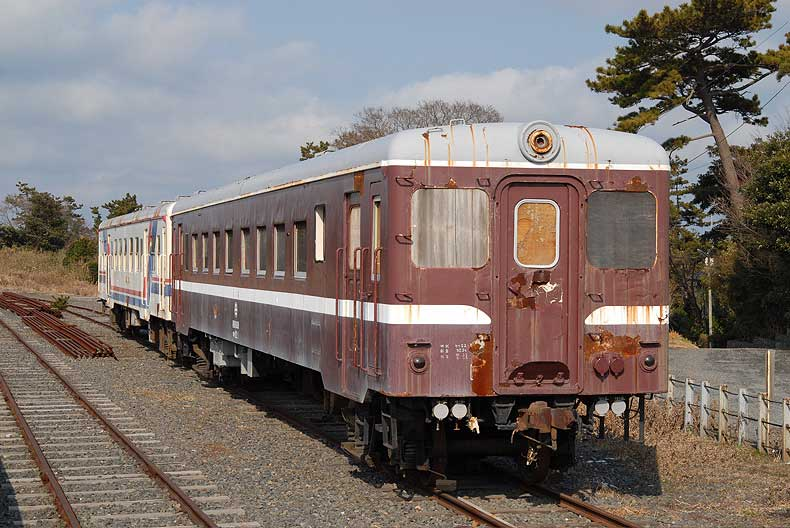
元羽幌炭礦鉄道のキハ221
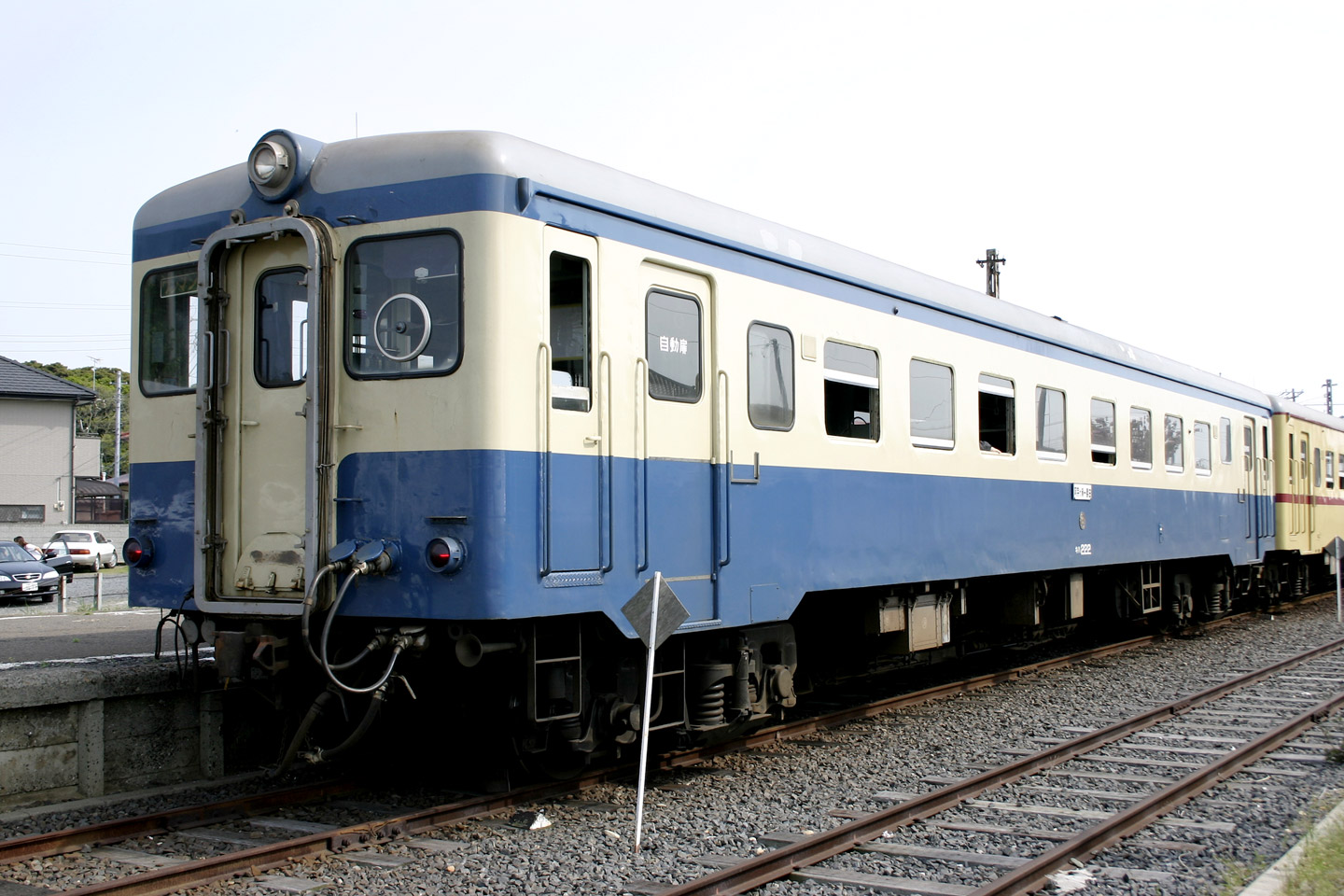
元羽幌炭礦鉄道のキハ222（2006年）
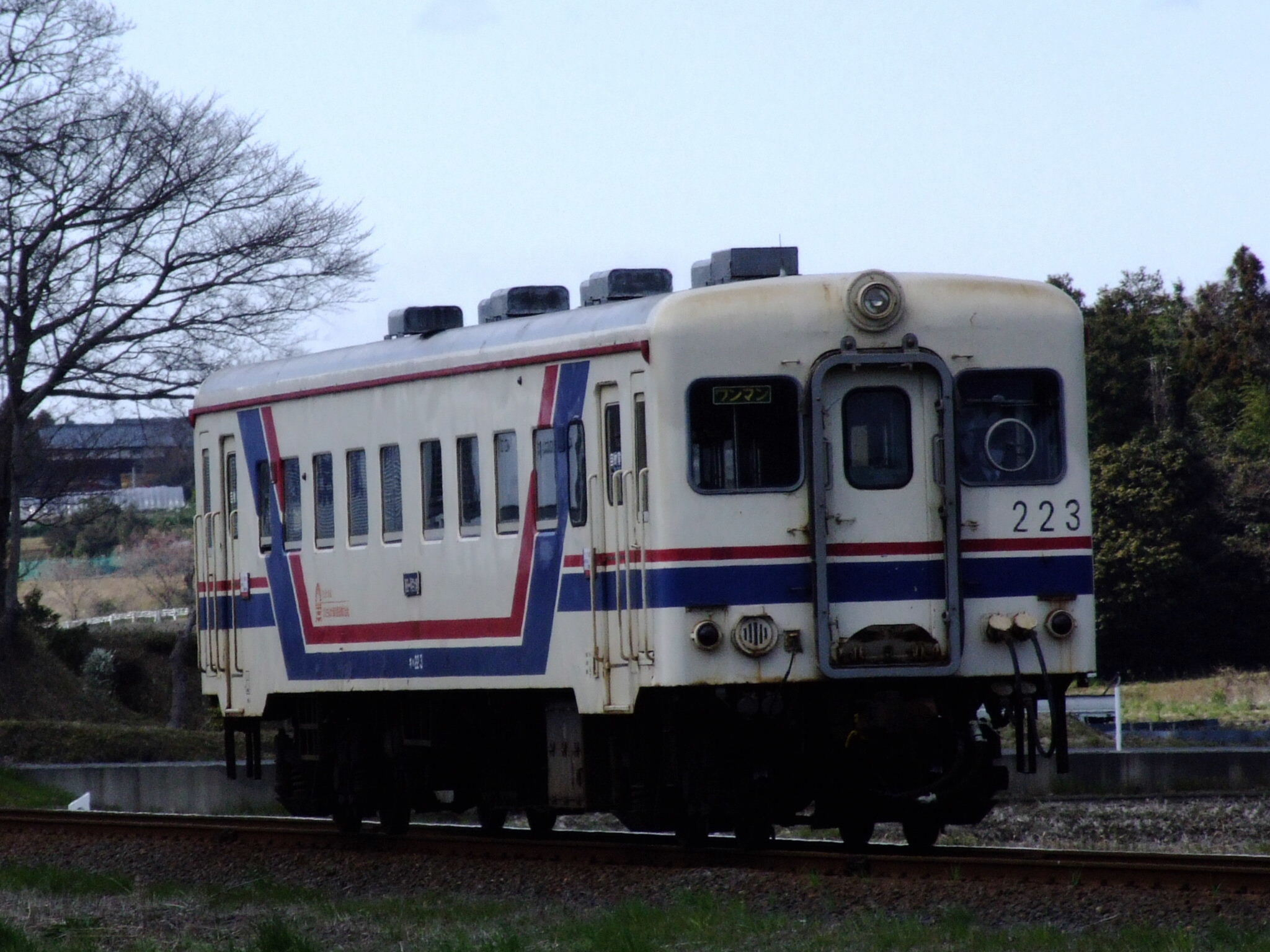
元羽幌炭礦鉄道のキハ223（2009年）
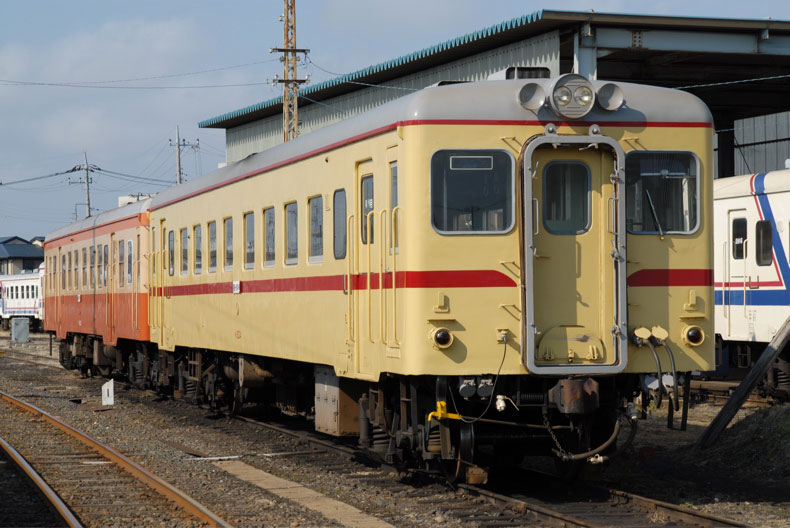
国鉄準急色に塗られたキハ2000形2004（2006年）
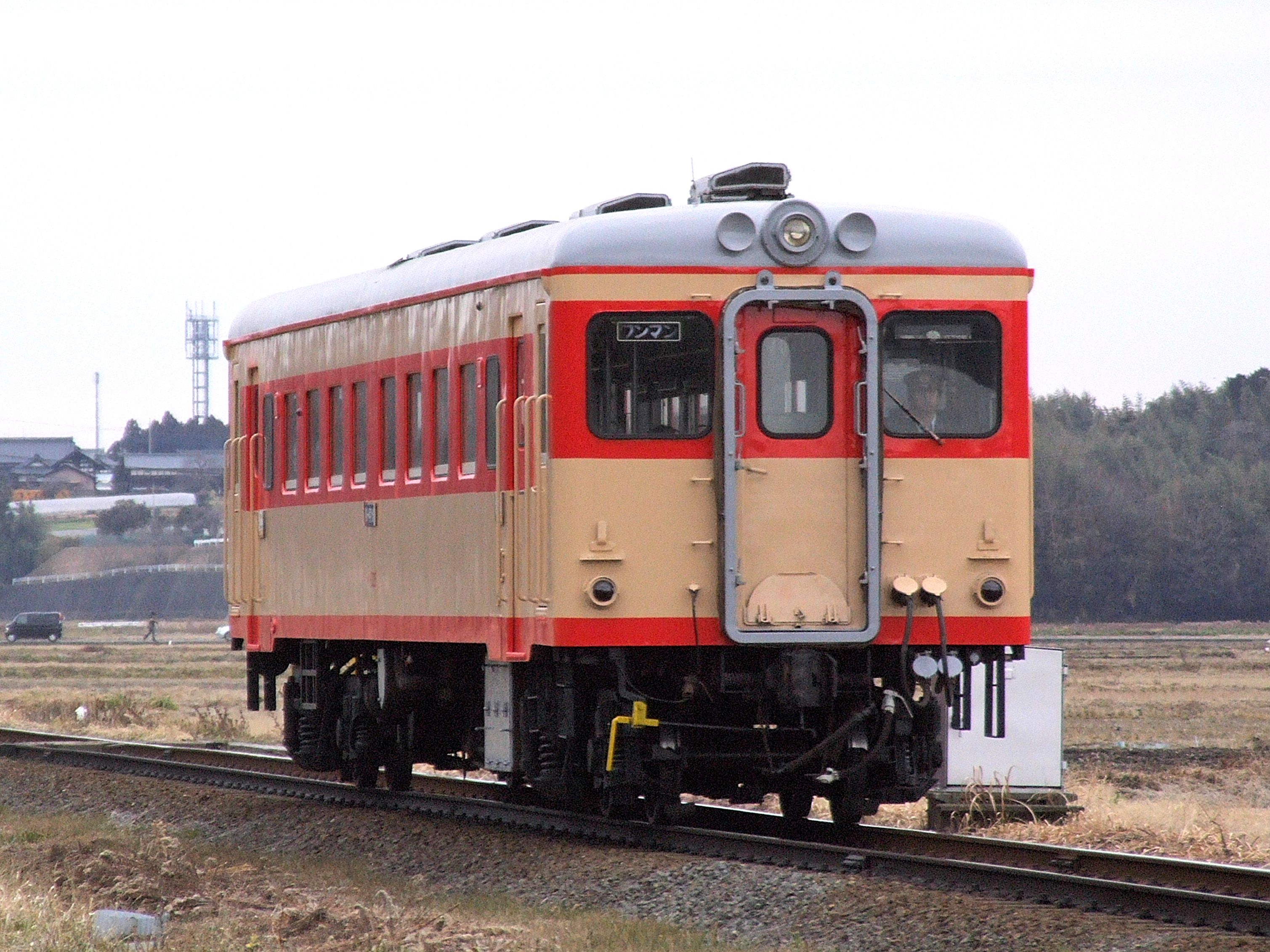
旧国鉄急行色に変更後のキハ2000形2005（2010年）
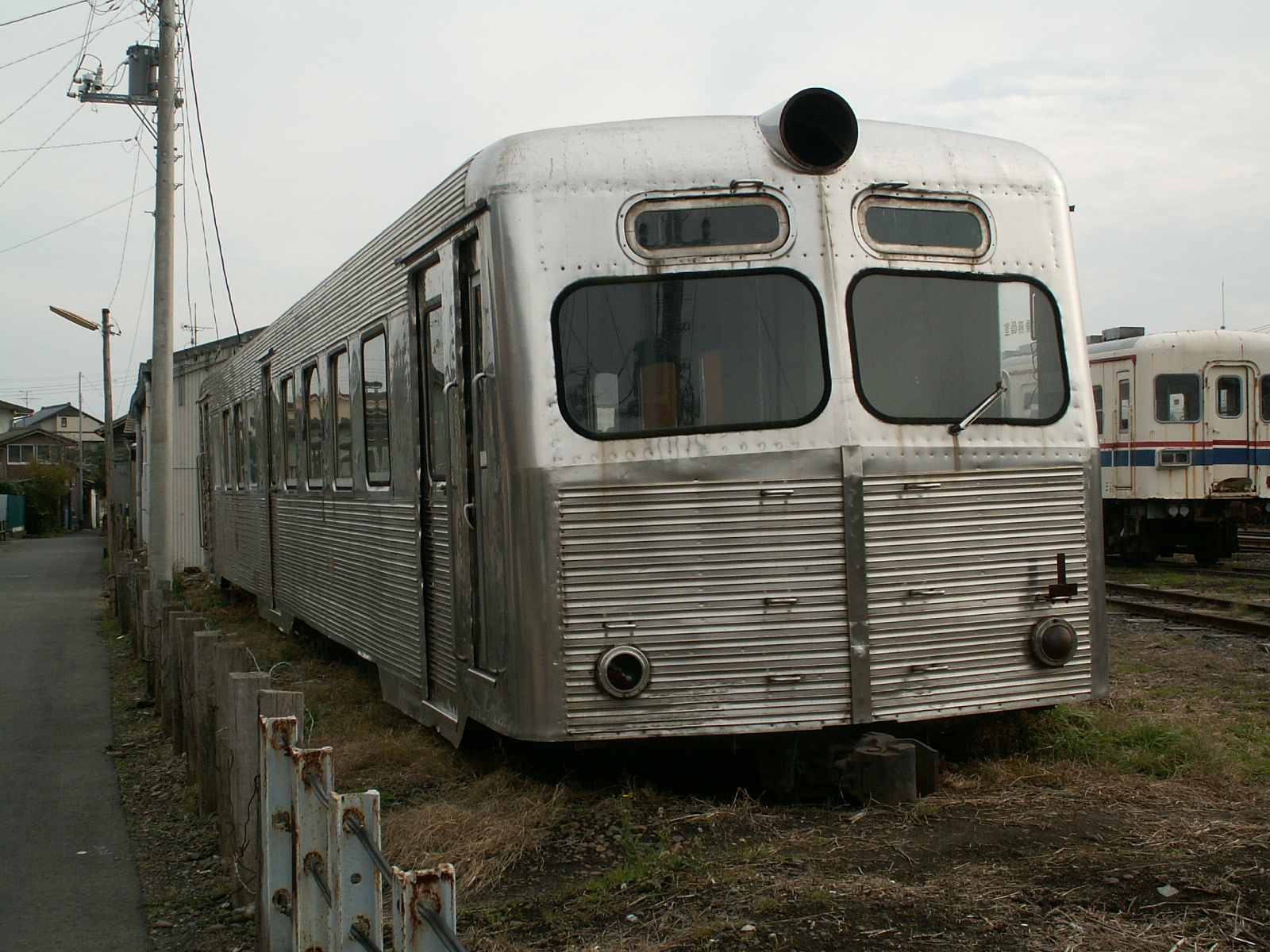
ケハ600形の廃車体（2006年）
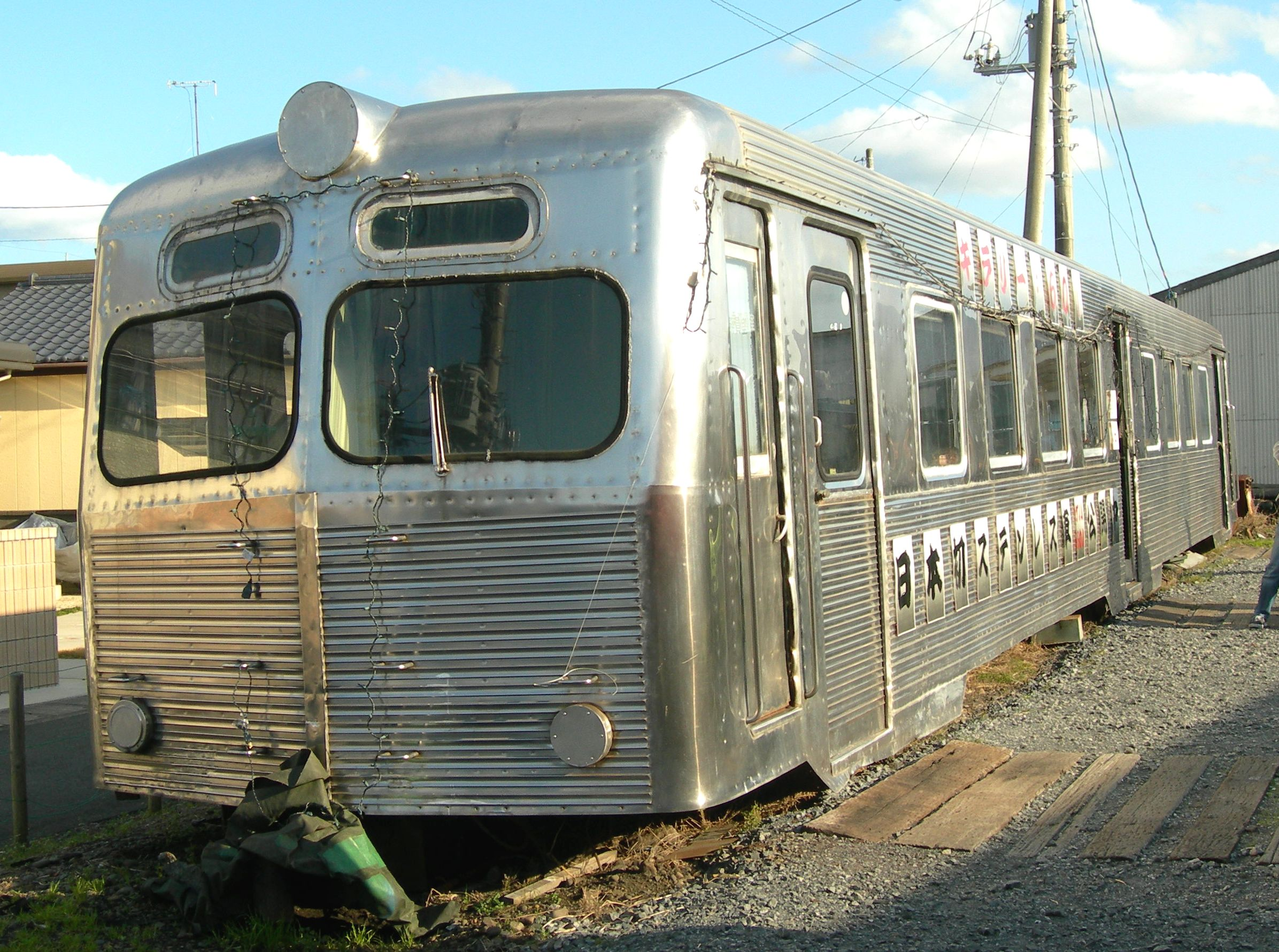
ギャラリーになったケハ600形（2009年）
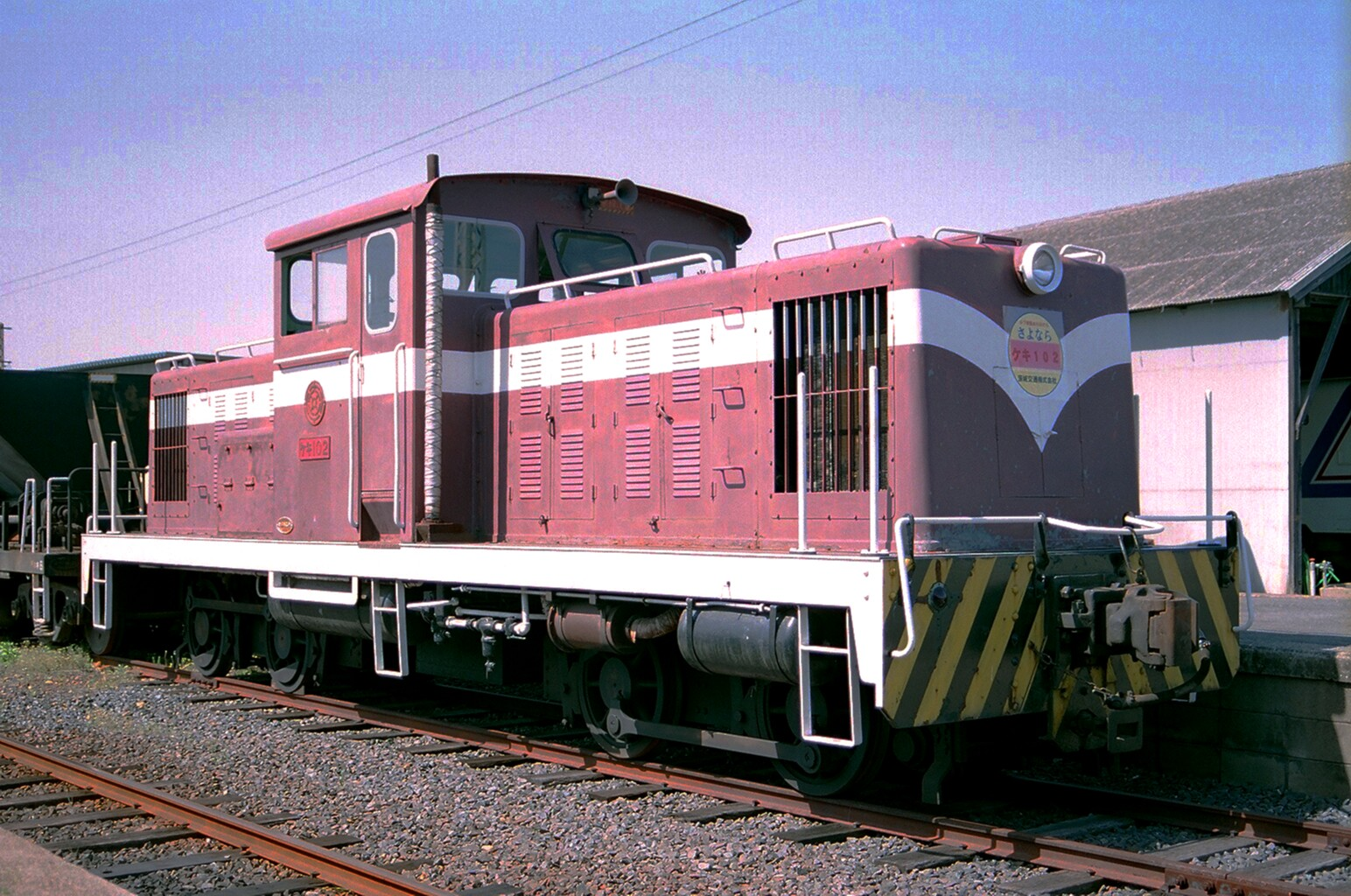
ケキ102形ディーゼル機関車（2003年）
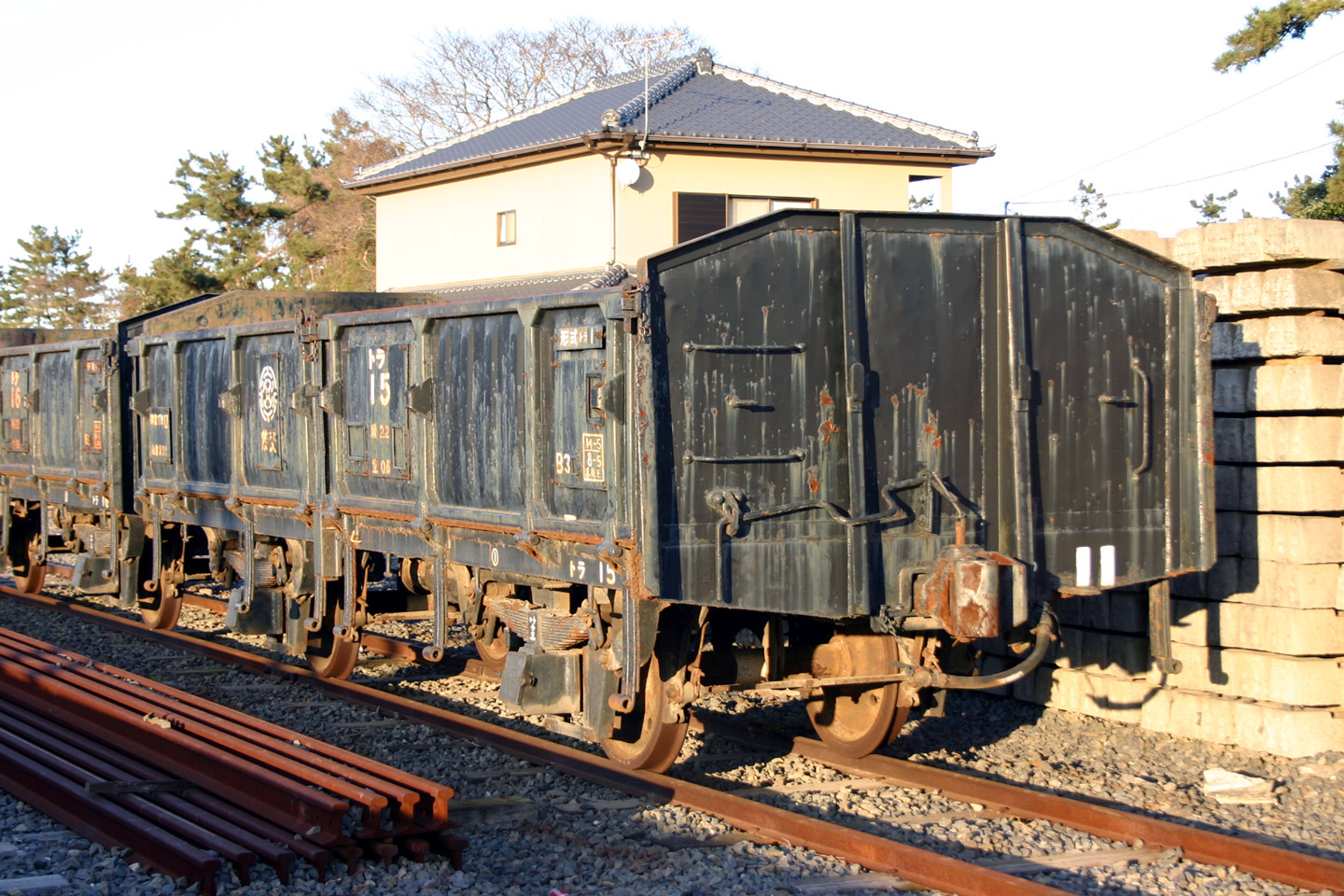
トラ1 15

### 車両数の変遷
| 年         | キハ11形 | キハ22形 | ケハ600形 | キハ1000形 | キハ1100形 | キハ2000形 | キハ200形 | キハ3710形 | キハ37100形 | ミキ300形 | 計（冷房車） |
| ---------- | -------- | -------- | --------- | ---------- | ---------- | ---------- | --------- | ---------- | ----------- | --------- | ------------ |
| 1982- 1985 | 3        | 3        | 1         | 2          | 1          | 2          |           |            |             |           | 12(0)        |
| 1986- 1989 | 3        | 3        | 1         | 1          | 1          | 2          |           |            |             |           | 11(0)        |
| 1990       | 3        | 3        | 1         |            | 1          | 2          | 1         |            |             |           | 11(0)        |
| 1991       | 3        | 3        | 1         |            |            | 2          | 2         |            |             |           | 11(0)        |
| 1992       | 3        | 3        | 1         |            |            | 2          | 2         |            |             |           | 11(0)        |
| 1993- 1995 | 3        | 3        |           |            |            | 2          | 4         |            |             |           | 12(0)        |
| 1996       | 2        | 3        |           |            |            | 2          | 4         | 1          |             |           | 12(1)        |
| 1997       | 1        | 3        |           |            |            | 2          | 5         | 1          |             |           | 12(2)        |
| 1998       | 1        | 3        |           |            |            | 2          | 5         | 1          |             |           | 12(2)        |
| 1999- 2002 | 1        | 2        |           |            |            | 2          | 4         | 2          |             |           | 11(3)        |
| 2003       | 1        | 2        |           |            |            | 2          | 3         | 2          | 1           |           | 11(4)        |
| 2004       | 1        | 2        |           |            |            | 2          | 3         | 2          | 1           |           | 11(4)        |
| 2005- 2008 |          | 2        |           |            |            | 2          | 3         | 2          | 1           |           | 10(4)        |
| 2009       |          | 2        |           |            |            | 2          | 1         | 2          | 1           |           | 8(4)         |
| 2010       |          | 1        |           |            |            | 2          | 1         | 2          | 1           | 1         | 8(5)         |
| 2011       |          | 1        |           |            |            | 2          | 1         | 2          | 1           | 1         | 8(5)         |

- 1982・83年は1月1日現在、1984年以降は4月1日現在。
- 『私鉄車両編成表』各年版、ジェー・アール・アール。

## 駅一覧
- 全駅が茨城県ひたちなか市に所在。
- 線路（全線単線） - ◇：列車交換可、｜：列車交換不可

| 駅名         | 駅間キロ | 累計キロ | 接続路線・備考                           | 線路 |
| ------------ | -------- | -------- | ---------------------------------------- | ---- |
| 勝田駅       | -        | 0.0      | 東日本旅客鉄道：常磐線（上野東京ライン） | ｜   |
| 工機前駅     | 0.6      | 0.6      |                                          | ｜   |
| 金上駅       | 1.2      | 1.8      |                                          | ◇    |
| 中根駅       | 3.0      | 4.8      |                                          | ｜   |
| 高田の鉄橋駅 | 2.3      | 7.1      |                                          | ｜   |
| 那珂湊駅     | 1.1      | 8.2      |                                          | ◇    |
| 殿山駅       | 1.4      | 9.6      |                                          | ｜   |
| 平磯駅       | 1.2      | 10.8     |                                          | ｜   |
| 美乃浜学園駅 | 1.8      | 12.6     |                                          | ｜   |
| 磯崎駅       | 0.7      | 13.3     |                                          | ｜   |
| 阿字ヶ浦駅   | 1.0      | 14.3     |                                          | ◇    |

各駅の駅名標は、ひたちなか海浜鉄道移管後の2009年8月より、文字をイラスト化したロゴタイプのもの（現代アートプロジェクト「みなとメディアミュージアム」によるデザイン）を使用しており、2015年度のグッドデザイン賞に選ばれた。駅名標のデザインはこれまで数度見直されている。

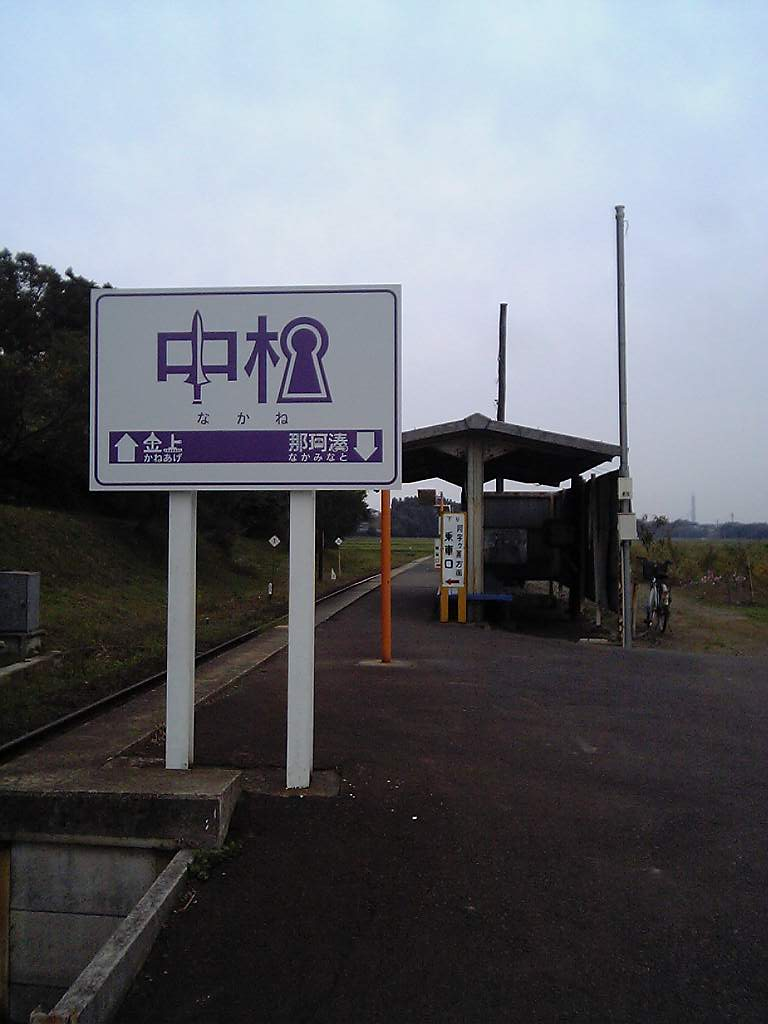
中根駅の駅名標（2009年10月24日）

## 延伸計画
ひたちなか市は現在の終点の阿字ヶ浦駅から国営ひたち海浜公園の南側を通って大規模複合商業施設がある公園西口付近を終点とする約3.1 kmを延伸する計画を打ち出した。市は2016年12月、当初2024年度の運行開始、延伸区間に3駅設置（阿字ヶ浦駅北側、公園中央口付近、公園西口付近）、事業費約65億円を見込んだ延伸計画のスケジュール案を公表した。
2018年3月、基本計画策定にあたり、安全運行の観点から線路の勾配を緩やかにするため延伸区間の約7割を高架にすることなどから、当初約65億円を見込んでいた概算事業費を約78億円に増額した。また事業費を抑えるため設置する新駅を3駅から2駅に減らし、見送られた公園中央口付近への駅設置については、開業後に利用者ニーズを踏まえて再検討することとなった。
当初は2018年度にも国土交通省に対し鉄道事業法による事業認可を申請する予定としていたが、国土交通省から需要予測・人口動態や資金計画などの確認が相次いだため準備に手間取り、2020年8月11日に事業認可を申請、2021年1月15日に事業認可された。また工事施工認可については、当初は2022年1月までを期限として申請する計画であったが、新型コロナウイルス感染症（COVID-19）流行の影響や資材費高騰などにより2度に渡って延期している。
2023年、ひたちなか海浜鉄道は二段階に分けて工事を行う計画を固めた。阿字ヶ浦土地区画整理事業区域内に設置予定だった中間駅の位置を、国営ひたち海浜公園南口付近に変更し、阿字ヶ浦駅から同中間駅までの区間を第1期、そこから当初計画通りの公園西口付近（終点）までの区間を第2期としている。第1期区間が開業した場合、同公園の南口付近に茨城県が工業団地の開発を進めているため、そこからの通勤需要も確保することが可能であるとしている。
また、市は2018年8月、多客期に「快速列車」を運行して本数を増やす構想を示し、阿字ヶ浦駅への列車交換施設整備を検討していることを明らかにした。快速の停車駅は、勝田駅、金上駅、那珂湊駅、阿字ヶ浦駅と、同公園西口付近に設置する終点の新駅を想定している。

## 登場作品
湊線は映画やドラマ、CM撮影でよく使用される。『フラガール』や「チオビタドリンク」、『向井荒太の動物日記 〜愛犬ロシナンテの災難〜』などがある。海に近い集落、田園、新興住宅地など変化に富んだ沿線風景や年季が入った駅施設、気動車の雰囲気などが制作者に好まれる。
『奇跡体験!アンビリバボー』では8.6豪雨での鹿児島県鹿児島市吉野町竜ヶ水の土石流被害再現で、竜ケ水駅の代わりに撮影地として使用された。

## 関連文献
- 土谷敏治「地方鉄道第三セクター化の課題 : ひたちなか海浜鉄道の事例」『経済地理学年報』第59巻第1号、経済地理学会、2013年、111-135頁、doi:10.20592/jaeg.59.1_111。